# Stemma degli Hohenstaufen
Lo stemma degli Hohenstaufen, ovvero l'arme tradizionalmente collegata alla Casa di Staufen e, quindi, alla Svevia, è costituito da tre leoni passanti di nero, posti su campo d'oro. In seguito all'investitura imperiale, l'insegna fu oggetto di una radicale trasformazione, che comportò l'introduzione dell'aquila di nero, quale elemento principale dello stemma. Posta in campo d'oro, l'aquila divenne, nelle sue molteplici varianti e incarnazioni, emblema dell'Impero, non solo per gli Hohenstaufen, ma anche per le successive dinastie. Posta, invece, in campo d'argento, essa prese a rappresentare il Regno di Sicilia: definita, infatti, arme di Svevia-Sicilia, tale insegna sopravvisse alla Casa d'Hohenstaufen e, inquartata con le barre d'Aragona, divenne l'arme d'Aragona-Sicilia, ovvero, lo stemma, dal punto di vista araldico e storico, maggiormente rappresentativo dell'isola.

## Arme di Svevia

### Origine dell'insegna sveva
Lo stemma della Casa d'Hohenstaufen consisteva in uno scudo d'oro, caricato di tre leoni passanti (o leoni leoparditi) di nero, posti l'uno sopra l'altro. I leoni degli Hohenstaufen, essendo il titolo ducale svevo appannaggio della dinastia staufica, divennero, così, anche l'arme del Ducato di Svevia, che fu retto dalla Casa di Staufen fino al 1268, anno della dissoluzione del ducato stesso.

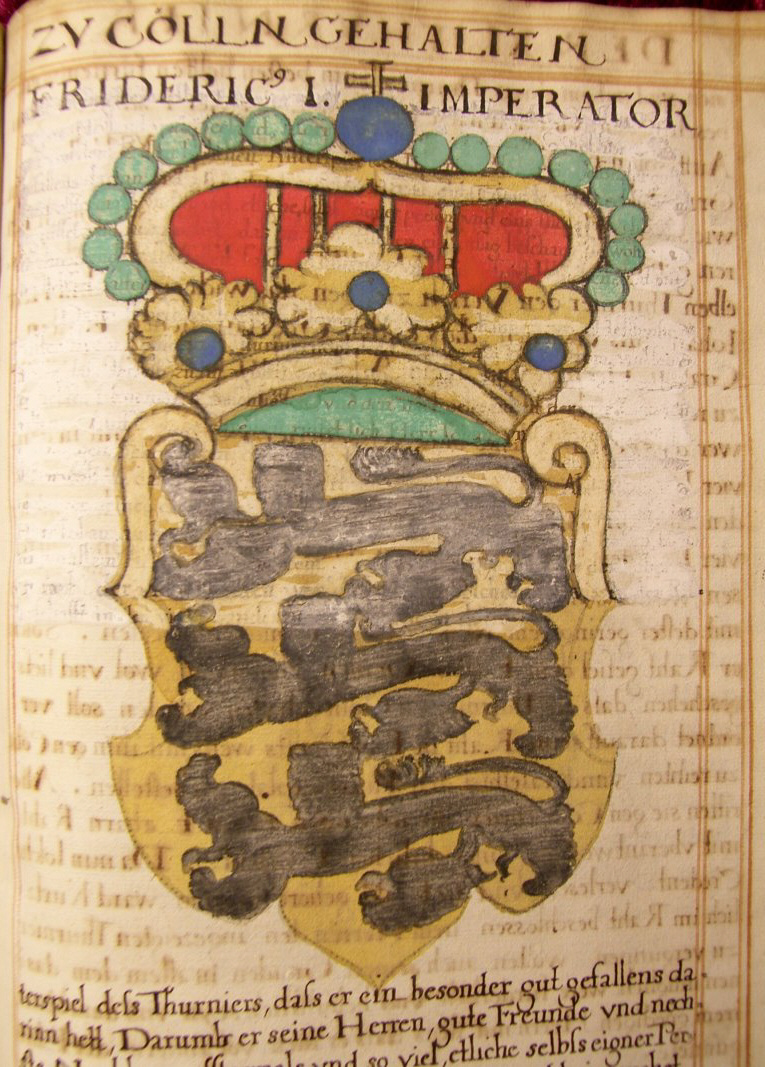
Arme di Svevia, riprodotta in un manoscritto del XVII secolo, basato sul Thurnierbuch dell'araldo tedesco Georg Rüxner.

È necessario evidenziare, però, che i duchi della Casa d'Hohenstaufen non s'armarono sin dalle origini o, comunque, non s'armarono sempre di tre leoni passanti. In un sigillo del duca Federico VI del 1181, compare uno scudo caricato di un unico leone non già passante, ma rampante. Su di un altro sigillo, questo, invece, del 1192 e relativo al duca Corrado II, compare sempre un solo leone, che, però, diviene passante. Inoltre, è utile sottolineare come anche diverse monete coniate dai duchi di Svevia recassero impresso un unico leone passante.
Attestatisi come passanti, quindi, i leoni, nell'ottica di un progressivo arricchimento dello stemma, compaiono, finalmente, nel numero di tre in un sigillo del 1197 di Filippo, duca di Svevia e re dei Romani. È realistico pensare, infatti, che si sia verificato «un fenomeno di implementazione delle figure araldiche», che, nel passaggio da uno a tre animali araldici, potrebbe essere stato in qualche modo influenzato dallo stemma dai due leopardi d'oro in campo rosso della Casa di Welf-Brunswick, che, degli Hohenstaufen, fu antagonista nella contesa al titolo imperiale.

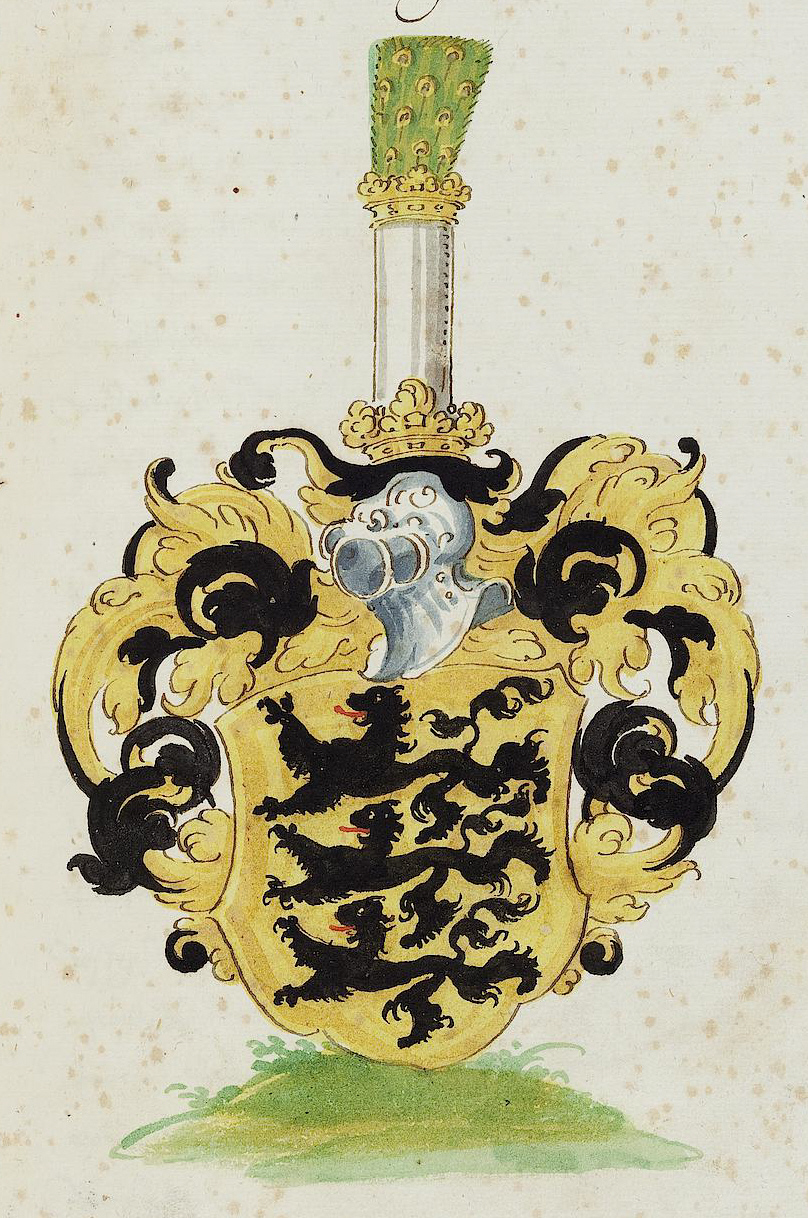
Arme di Svevia, riprodotta nella Chorographia Württemberg.

L'incremento del numero delle figure nello stemma, che fu, probabilmente, teso ad accrescere il prestigio del blasone, si completò, dunque, con il raggiungimento del «trinario di perfezione», nell'ambito di un graduale processo di evoluzione compiutosi nell'arco di alcuni decenni. Venne a definirsi in questo modo «l'arma gentilizia per eccellenza degli Hohenstaufen»:
(Blasonatura)

Arme di Svevia

### Varianti dell'arme

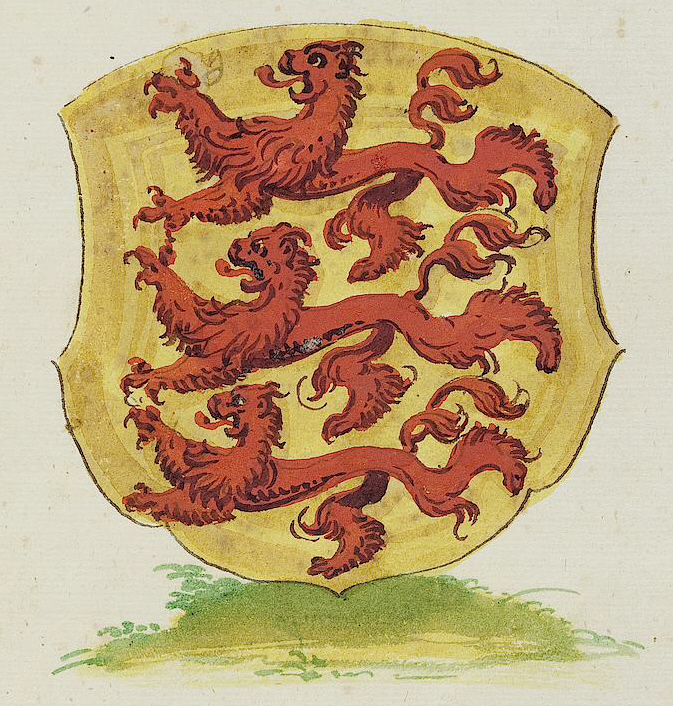
Arme di Svevia, d'oro ai tre leoni passanti di rosso (Chorographia Württemberg).

Invero, per l'arme di Svevia, fermo restante a tre il numero delle figure e la loro disposizione, è possibile rinvenirne altre blasonature, che, meno note della precedente, differiscono da essa esclusivamente per gli smalti. La prima descrive uno scudo d'argento, caricato di tre leoni passanti di rosso, posti l'uno sull'altro, mentre la seconda presenta uno scudo d'oro, caricato di tre leoni passanti di rosso, sempre posti l'uno sull'altro.
Relativamente alle combinazioni di smalti argento-rosso e oro-rosso, può risultare di un qualche interesse riportare una singolare teoria, secondo la quale l'utilizzo, negli stemmi degli Hohenstaufen, di dette coppie cromatiche fosse temporalmente anteriore all'introduzione della combinazione oro-nero: nello specifico, viene ipotizzato che, prima della definitiva affermazione dell'arme ai tre leoni passanti, a essere predominante, nelle insegne staufiche, fosse l'impiego dell'argento o dell'oro per il campo e del rosso per il leone rampante o passante, mentre, solo in seguito, siano prevalsi gli smalti oro e nero, rendendo marginale l'utilizzo delle altre due coppie di metalli e colori.
Un'ulteriore variante dell'arme di Svevia per antonomasia, ottenuta dall'inversione degli smalti tra campo, che diviene nero, e figure, che divengono d'oro, è riprodotta in alcuni affreschi presenti nel monastero di Lorch.

Variante d'argento, ai tre leoni passanti di rosso
Variante d'oro, ai tre leoni passanti di rosso
Variante di nero, ai tre leoni passanti d'oro

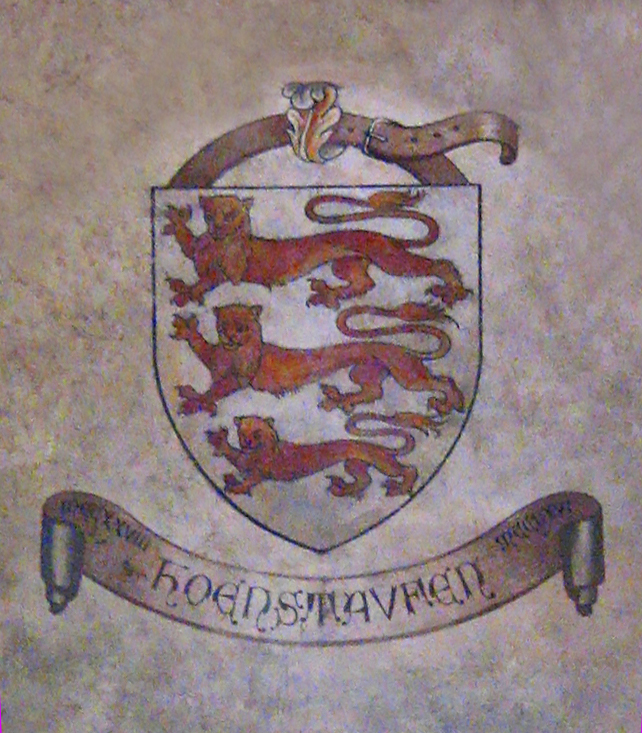
Arme di Svevia, d'argento ai tre leopardi di rosso (affresco all'interno di una delle stanze del Castello di Oria).

In talune rappresentazioni dell'arme, inoltre, i tre leoni passanti mutano, invece, in leopardi, ovvero, le teste dei tre animali araldici sono poste di fronte, anziché di profilo. Uno scudo recante l'insegna di Svevia ai tre leopardi, in luogo dei tre leoni, può essere osservato, ad esempio, in un affresco all'interno del Castello di Oria: le tre figure di tale versione dello stemma sono di rosso, poste in campo d'argento. Sempre d'argento, ma ai tre leopardi di nero, è l'arme di Svevia blasonata dall'araldista francese André Favyn, in Le théâtre d'honneur et de chevalerie, opera data alle stampe nel 1620:
(Blasonatura)
La medesima insegna, ancora, è rappresentata in un'altra opera seicentesca, il Promptuaire armorial et general divisé en quatre parties, a firma dell'alluminatore francese Jean Boisseau. Appare utile, con riferimento alla combinazione di smalti argento-nero, far cenno a una teoria che, in modo analogo a quelle precedentemente riportate, formula ipotesi sull'arme staufica delle origini, contemplando la possibilità che quest'ultima fosse caratterizzata dalla detta coppia cromatica, similmente alle insegne di altre famiglie nobili sveve.

Variante d'oro, ai tre leopardi di nero
Variante d'argento, ai tre leopardi di rosso
Variante d'argento, ai tre leopardi di nero

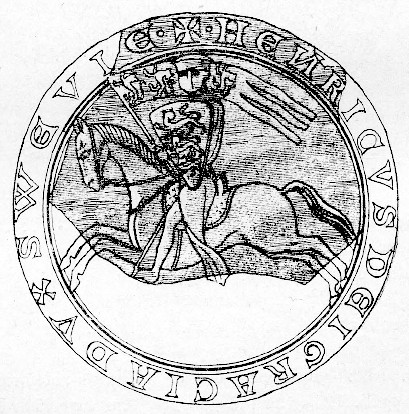
Sigillo di Enrico VII.

Contraddistinti da una «particolarità iconografica degna di nota» sono i leoni passanti presenti su scudo e vessillo incisi su uno dei sigilli, databile tra il 1216 e il 1220, di Enrico VII di Hohenstaufen: i tre animali araldici, infatti, presentano la testa rivoltata, ovvero, mentre il corpo è orientato verso la destra araldica, il capo dei leoni è volto verso la sinistra araldica. Non è superfluo specificare che tale peculiarità è propria di tutti e tre i leoni dello scudo, mentre, nel vessillo, caratterizza solo la prima delle tre figure.

Variante d'oro, ai tre leoni passanti con la testa rivoltata di nero

In altre riproduzioni dell'insegna sveva, invece, i tre leoni passanti sono rivoltati nella loro interezza, ovvero tutta la figura è volta verso la sinistra araldica. Un interessante esempio di arme con leoni passanti rivoltati può essere osservato nelle Drei Gmünder Chroniken: in una delle tavole che rappresenta Corrado III di Svevia, è posto, ai piedi dell'imperatore, uno stemma di rosso, con i tre animali araldici d'oro.

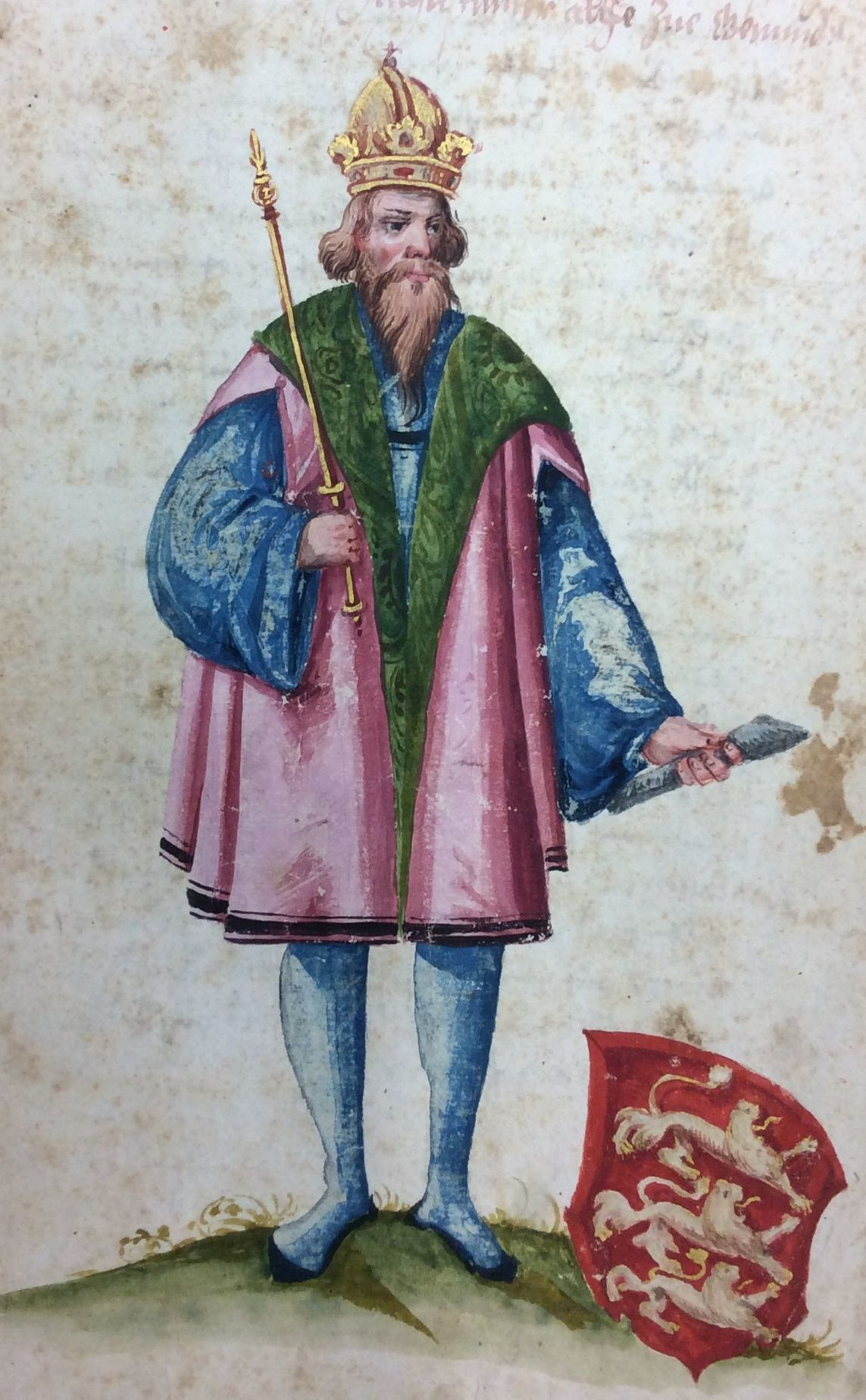
Arme di Svevia, di rosso ai tre leoni passanti rivoltati d'oro, posta ai piedi di Corrado III (da una tavola delle Drei Gmünder Chroniken).

Variante d'oro, ai tre leoni passanti rivoltati di nero
Variante di rosso, ai tre leoni passanti rivoltati d'oro

Un'ultima variante dell'insegna sveva presenta, in campo d'oro, i tre leoni passanti, raffigurati con la zampa destra di rosso, ovvero grondante di sangue: la tradizione vorrebbe che tale variazione sia stata introdotta, in seguito alla decapitazione di Corrado II di Sicilia, quale segno di lutto e di vendetta. Detta interpretazione farebbe il paio con la leggenda che narra di un'aquila (non a caso altro simbolo degli Hohenstaufen) che, a esecuzione avvenuta, piombò dal cielo per bagnare un'ala nel sangue di Corrado, quale evidente proposito di vendetta, e poi volare verso nord.

Variante d'oro, ai tre leoni passanti, alla zampa destra di rosso

### Stemmi derivati dall'arme di Svevia

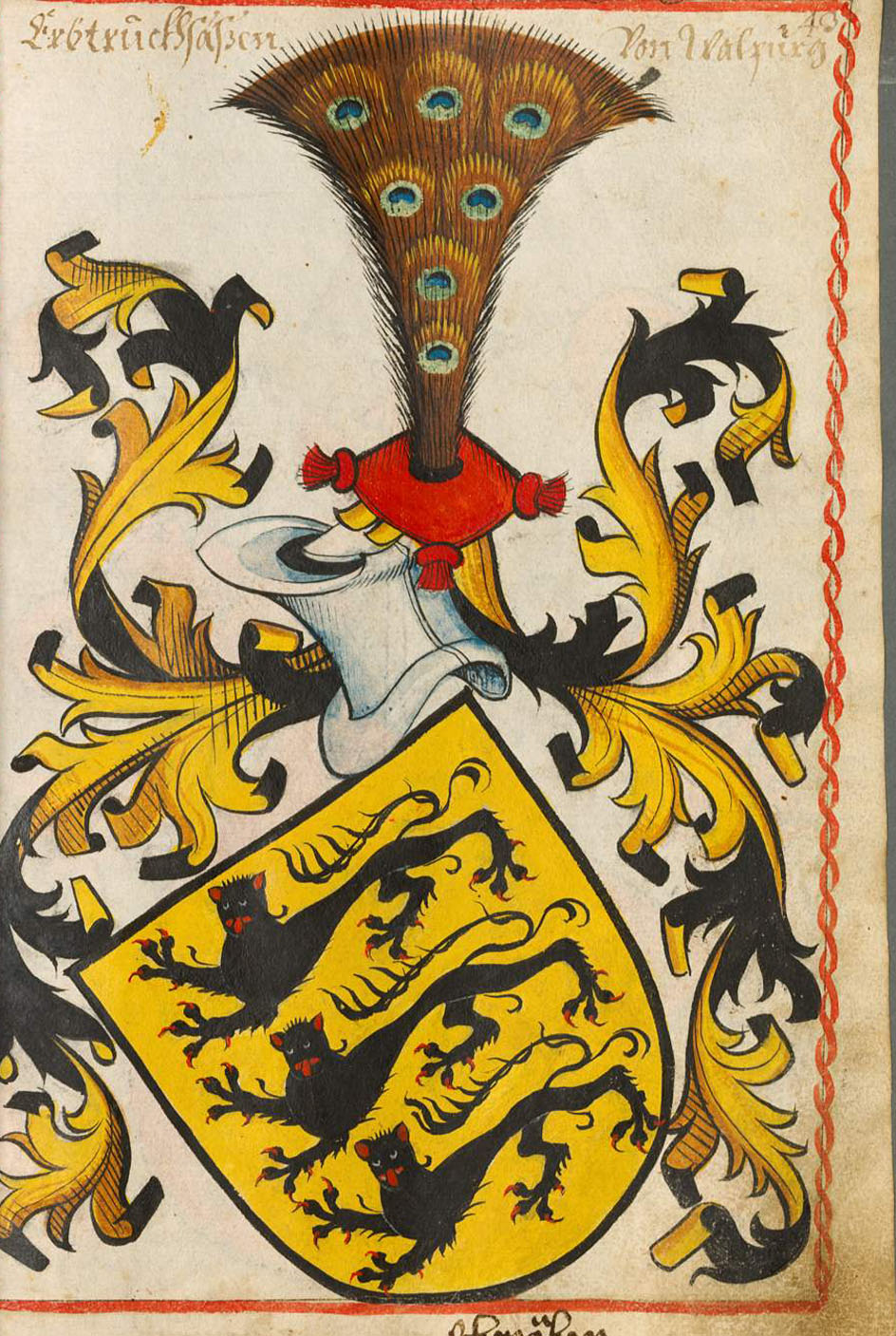
Stemma dei Waldburg, dallo Scheiblersches Wappenbuch.

Alla morte del giovane Corrado II, seguì la disgregazione del Ducato di Svevia. Nonostante ciò, i leoni staufici sopravvissero nelle insegne di alcune famiglie nobili sveve, come la Casa dei Truchsess di Waldburg o la Casa di Württemberg. Al riguardo, è a tutti gli effetti emblematico il caso dei Truchsess, che assunsero per sé l'arme degli Hohenstaufen, in forza, secondo la tradizione, di una concessione conferita loro da Pietro III d'Aragona. Successivamente, l'insegna fu arricchita con un capo di rosso, al globo imperiale d'oro, a significare il ruolo della casata dei Truchsess nel Sacro Romano Impero. Allo stesso modo, i leoni staufici confluirono negli stemmi dei diversi rami cadetti dei Waldburg.

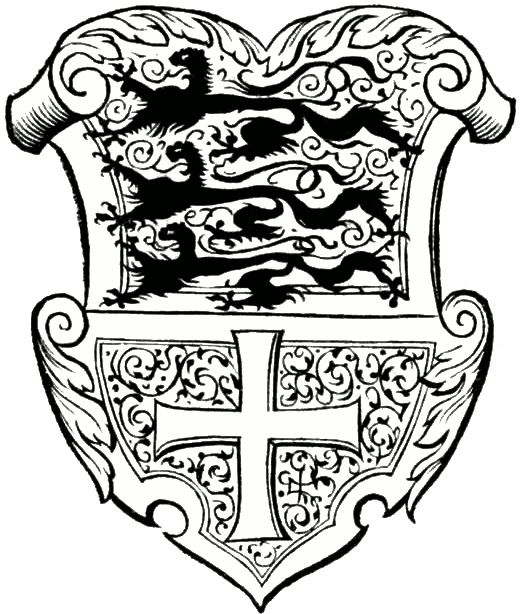
Stemma del Circolo di Svevia.

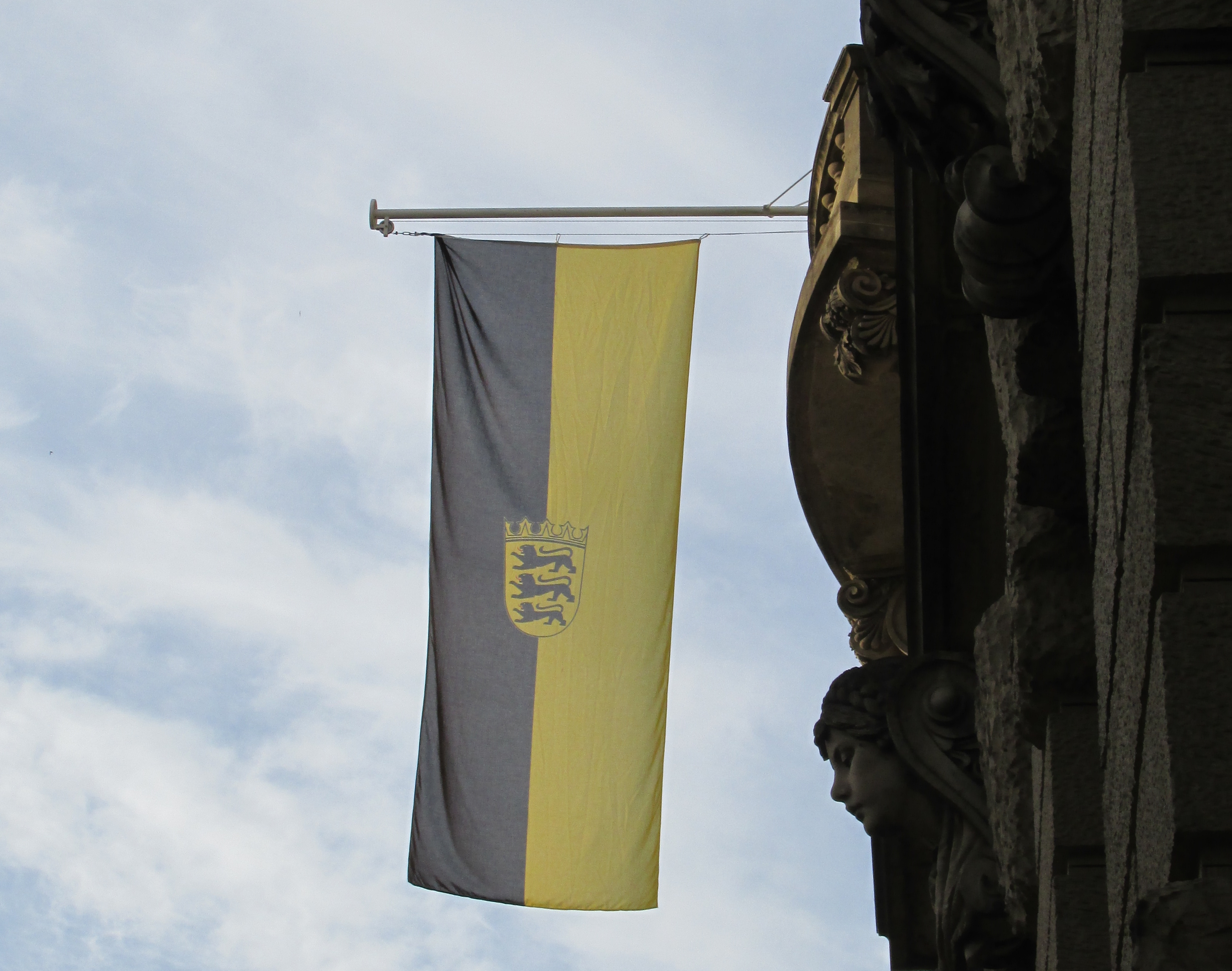
Bandiera di Stato del Baden-Württemberg con stemma.

Inoltre, l'arme di Svevia divenne parte anche di alcuni degli stemmi della Casa di Württemberg, che resse la Contea, poi, Ducato e, infine, Regno di Württemberg, nonché di talune insegne dei suoi rami cadetti. Parimenti, l'arme dai tre leoni passanti fu inclusa negli stemmi del circolo imperiale di Svevia, esistito tra inizio Cinquecento e inizio Ottocento.

Piccolo stemma del Regno di Württemberg

Nell'uso moderno, l'arme dai tre leoni passanti di nero in campo d'oro resta ancora insegna rappresentativa della regione storica sveva; inoltre essa è presente, in ambito ufficiale, sia nell'araldica tedesca, sia in quella austriaca. L'insegna di Svevia, infatti, caratterizza gli stemmi dei due Länder della Germania meridionale: in particolare, costituisce l'arme del Baden-Württemberg, mentre è collocata nel 4º quarto dello stemma della Baviera. Inoltre, l'arme degli Hohenstaufen, già inserita negli stemmi dell'antico Ducato carinziano, compare, oggi, anche nello stemma del Land austriaco di Carinzia.

Grande stemma del Baden-Württemberg
Grande stemma della Baviera
Grande stemma della Carinzia

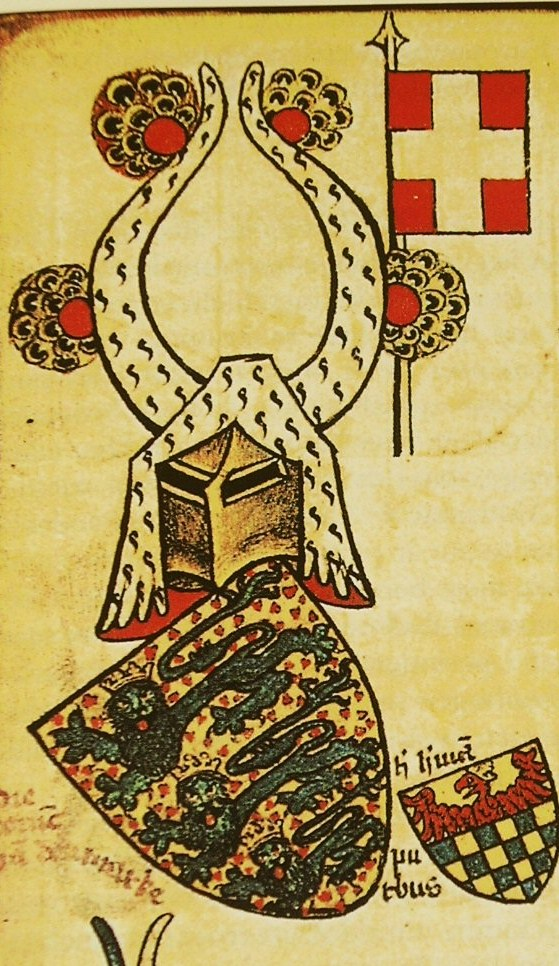
Arme di Danimarca dal Wapenboek Gelre.

Una suggestiva ipotesi contempla l'eventualità che l'arme di Danimarca trovi la sua origine proprio nell'arme di Svevia. L'insegna danese, adottata, con tutta probabilità, nella prima metà del XII secolo, dal Casato di Estridsen, presumibilmente durante il regno di Canuto VI, era, inizialmente, d'oro, a tre leoni passanti d'azzurro, posti l'uno sull'altro: un'arme, dunque, sostanzialmente identica a quella staufica, eccezion fatta per lo smalto dei leoni. L'assunzione di tale stemma, il cui campo, in un secondo momento, fu seminato di cuori di rosso, mentre da leoni, gli animali araldici divennero leopardi e furono coronati, sarebbe stata condizionata, da un lato, dallo status di feudo imperiale della Danimarca e, quindi, dalla sua subordinazione all'Impero, e, dall'altro dal prestigio degli Hohenstaufen. Nel 1819, durante il regno di Federico VI, i leopardi tornarono a essere leoni, mentre il numero di cuori fu fissato in nove.

Arme di Danimarca

## Arme imperiale

### Origine e simbologia dell'aquila

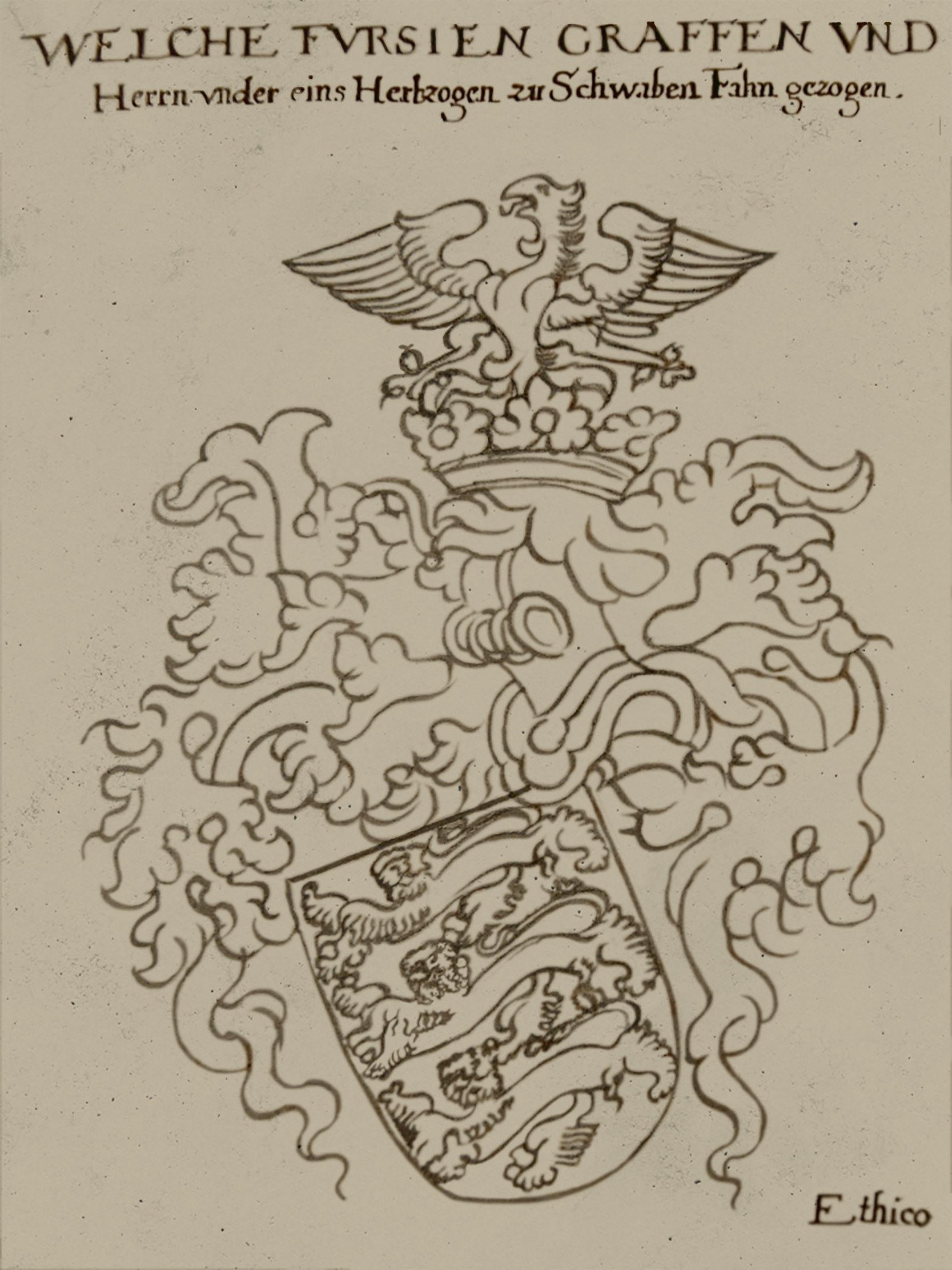
Arme di Svevia, timbrata con ornamenti esteriori: si noti l'aquila posta come cimiero (da un manoscritto del XVII secolo, basato sul Thurnierbuch di Georg Rüxner).

In seguito all'investitura imperiale, i sovrani della Casa d'Hohenstaufen assunsero come proprio emblema l'aquila, quale simbolo che rappresentasse la continuità tra l'Impero romano e l'Impero germanico. Dal punto di vista della simbologia, infatti, l'aquila si presenta, in età medievale, come una figura densa di significati: essa non costituisce più solamente «l'insegna militare romana per eccellenza», ma si traduce nell'emblema che più di ogni altro è atto a simboleggiare il concetto di impero universale. L'aquila – che, nella mitologia greca, è animale sacro a Zeus e simbolo di vittoria che scaturisce dalla protezione divina – da un lato, preserva in sé le attribuzioni legate alla religiosità pagana e, dall'altro, assume nuovi significati, che divengono propri della simbologia cristiana, finendo per incarnare l'idea stessa di Dio. Gli Hohenstaufen, dunque, individuarono nell'aquila, dotata di un così articolato sistema valoriale e allegorico, l'emblema che più di ogni altro appariva idoneo «a esteriorizzare il concetto di sovranità imperiale di derivazione romana e matrice cristiana».
Secondo un'interessante ipotesi, è plausibile che l'aquila sia stata accostata, allo stemma dai tre leoni passanti, inizialmente solo come cimiero, per divenire poi l'elemento principale. Tale deduzione si fonda su una blasonatura dell'arme staufica fornita da Goffredo di Crollalanza, nella quale l'araldista descrive, quale cimiero posto a ornamento dello scudo, proprio un'aquila spiegata di nero. È, infatti, opinione di alcuni autori, tra i quali Eugenio Duprè Thesèider e Hannelore Zug Tucci, che «l'aquila nera sullo scudo d'oro» sarebbe stata impiegata inizialmente come arme gentilizia degli Hohenstaufen, per essere elevata poi a emblema dell'Impero.

### Ipotesi sull'introduzione dell'arme
Il primato dell'introduzione dell'aquila e, quindi, dell'adozione dello stemma che, nelle sue molteplici varianti e incarnazioni, fu arme imperiale, non solo per gli Hohenstaufen, ma anche per le successive dinastie, è attribuito, tradizionalmente, a Federico Barbarossa. Testimonianza di ciò è rinvenibile nella monetazione dell'epoca, che fornisce alcune attestazioni degne di nota.

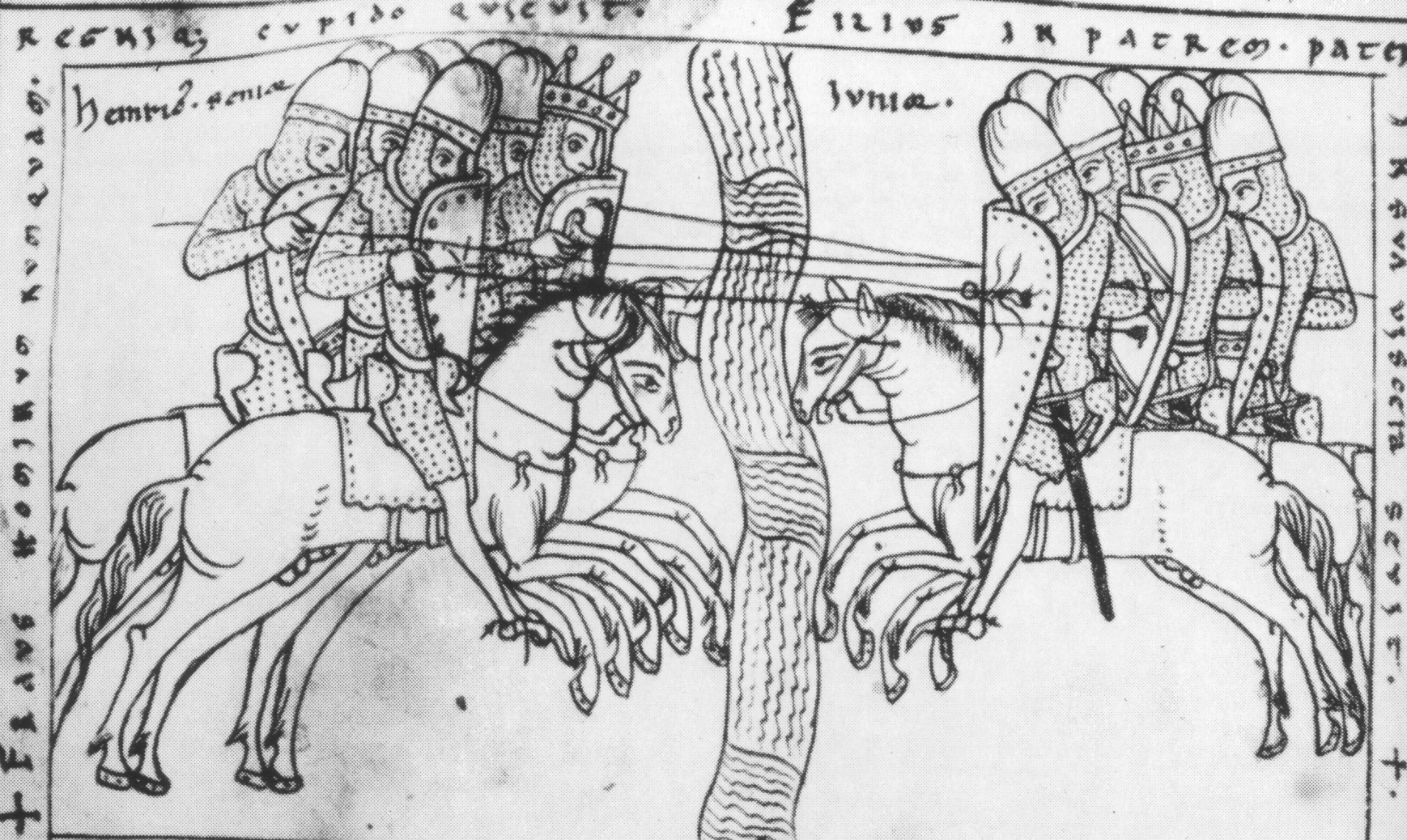
Riproduzione di una miniatura della Chronica de duabus civitatibus. A sinistra si nota uno scudo imperiale su cui è posta un'aquila nera.

Un primo esempio, infatti, è rappresentato da un bratteato risalente ai primi anni del XII secolo: la moneta presenta raffigurato un cavaliere che regge uno scudo sul quale campeggia un'aquila con la testa rivolta di fronte, attributo, quest'ultimo, assai inconsueto per tale figura araldica. A ogni modo, vista la non meglio precisabile datazione del bratteato, che, tra l'altro, reca una legenda non decifrabile, la battitura della moneta potrebbe essere addirittura antecedente all'ascesa al trono del Barbarossa e, quindi, temporalmente collocabile durante il regno di Corrado III di Svevia. Una simile evenienza consentirebbe di attribuire l'introduzione dell'aquila, quale arme imperiale, proprio a Corrado III, predecessore di Federico Barbarossa, nonché primo imperatore della dinastia degli Hohenstaufen. Tale ipotesi potrebbe trovare un qualche riscontro nella Chronica de duabus civitatibus, che, nella stesura originale di Ottone di Frisinga, si ferma al 1146, ovvero anno in cui la carica imperiale era appannaggio di Corrado III. Nello specifico, in una miniatura dell'opera del vescovo tedesco, compare «uno scudo su cui è ben evidente un'aquila nera». La miniatura, che rappresenta lo scontro tra gli eserciti di Enrico IV ed Enrico V di Franconia, però, non può essere ascritta a evidenza decisiva, poiché non è possibile escludere l'eventualità che il manoscritto sia stato decorato in epoca successiva.

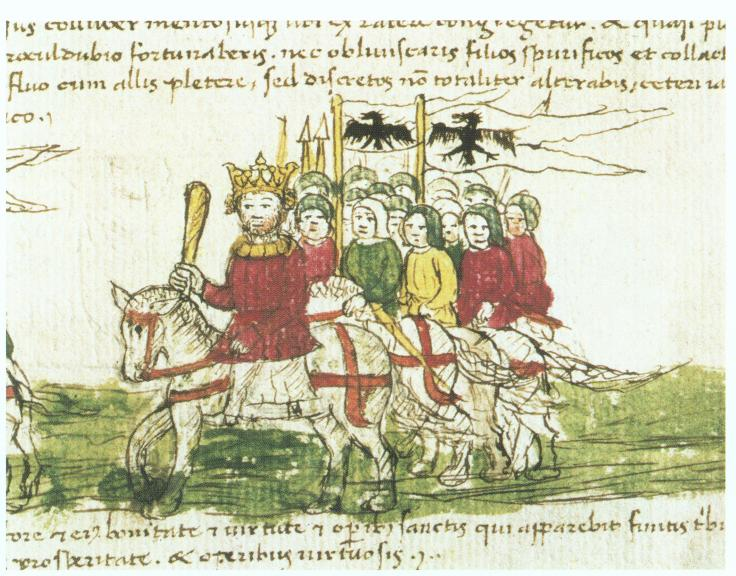
Federico Barbarossa alla terza crociata. Miniatura da un manoscritto del XV secolo.

Certamente ascrivibile al regno di Federico Barbarossa, invece, è la coniatura di due denari, entrambi recanti, nell'impronta, un'aquila. La prima di queste due monete, probabilmente battuta in occasione dell'incoronazione di Federico, presenta un'aquila sorante, circoscritta da leopardi. È la seconda moneta, però, a essere particolarmente interessante. Su questo denaro, databile al 1180 circa, è riprodotta, infatti, l'aquila secondo il disegno che divenne proprio dell'insegna imperiale e che fu ereditato da Enrico VI, ovvero l'aquila al volo abbassato, con la testa rivolta verso la destra araldica. Per quanto ovvio, è opportuno evidenziare che la sola analisi numismatica non consente di ottenere, dal punto di vista araldico, una descrizione completa dello stemma, non riuscendo essa a fornire alcuna informazione sugli smalti, la cui definizione resta relegata al campo delle supposizioni: relativamente all'insegna imperiale di Federico I, una di tali ipotesi contempla la possibilità che l'aquila fosse nera e fosse posta in campo d'argento. D'oro o argento che fosse lo smalto dell'arme del Barbarossa, pare che l'impiego dell'uno o dell'altro per il campo della sua insegna rispondesse a esigenze di tipo pratico: l'imperatore, infatti, prediligeva, per gli scudi dei suoi armati, i metalli, poiché riteneva che, in battaglia, la luce del sole riflessa su di essi avesse avuto il «potere di fiaccare il coraggio dei nemici».

### Evoluzione e definizione dell'insegna imperiale

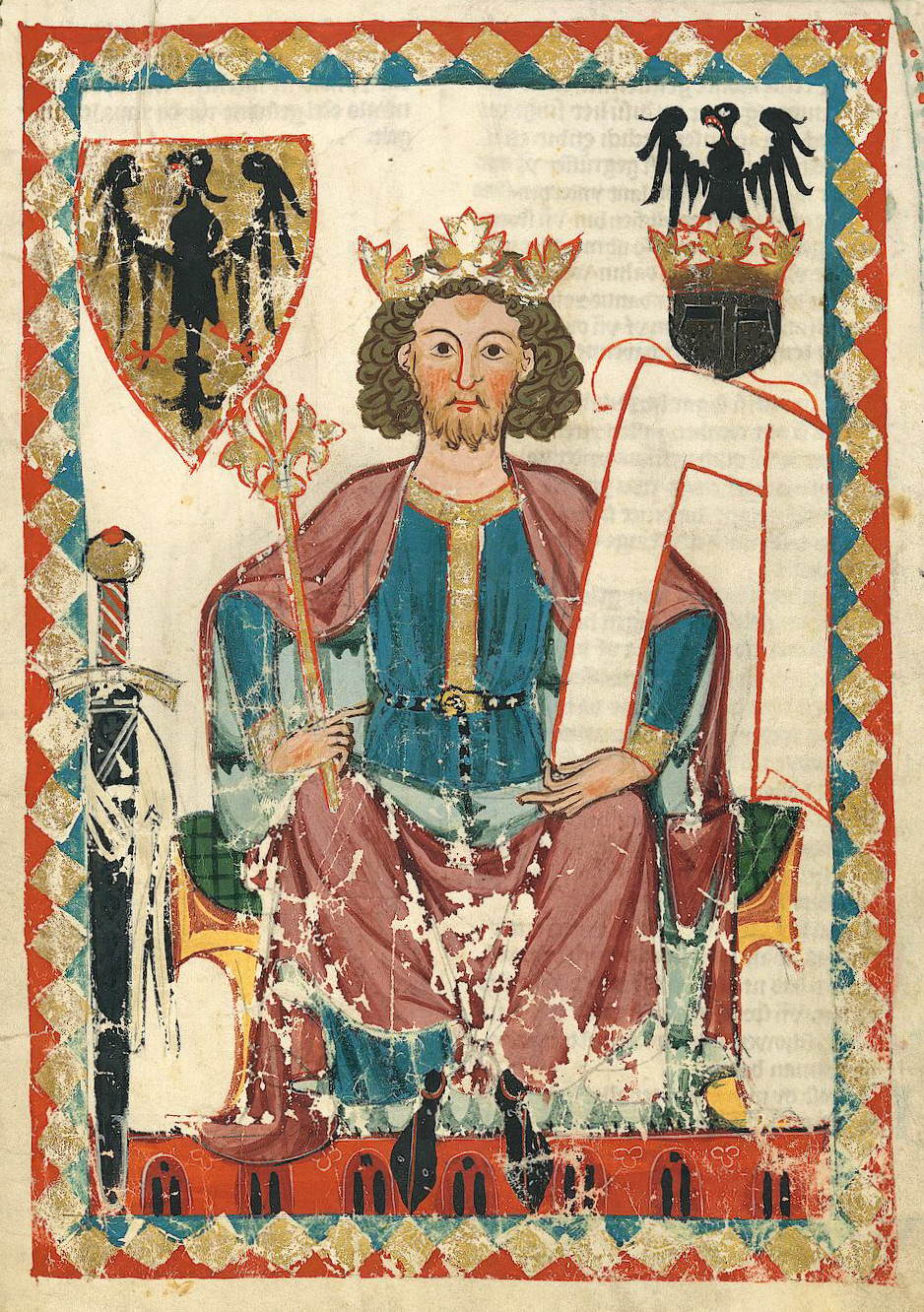
Enrico VI in una miniatura dal Codex Manesse.

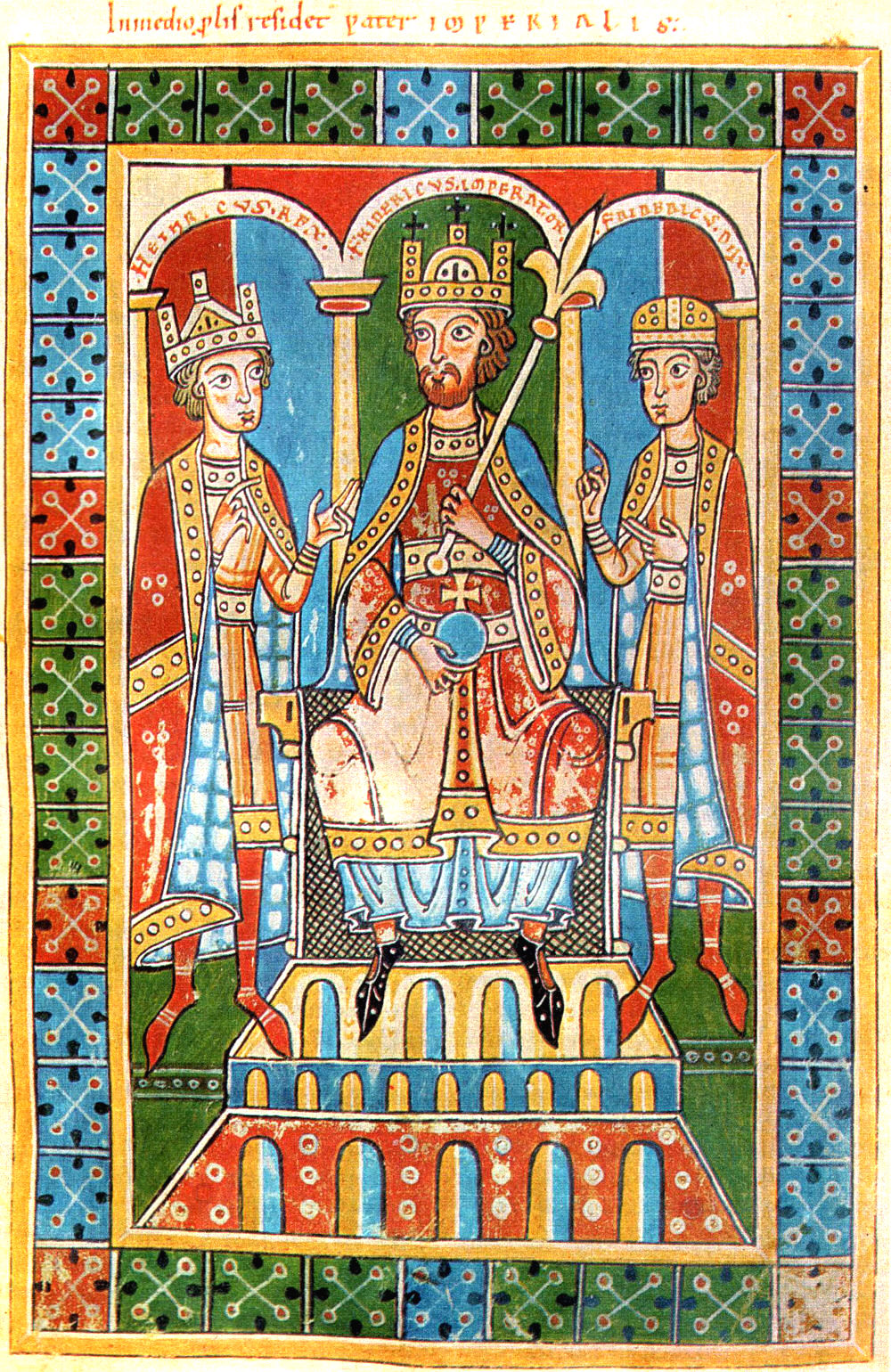
Federico Barbarossa, Enrico VI e Federico VI in una miniatura dall'Historia Welforum.

Più in generale, è realistico pensare, così come sottolineato dallo storico italiano Giuseppe Gerola, che, solo in epoca successiva, ovvero con Enrico VI, vennero completamente definiti i caratteri araldici dello stemma, fissando l'oro per lo sfondo. Nei codici miniati in cui Enrico VI compare raffigurato in compresenza di simboli araldici, è possibile notare, rispettivamente, nel Codex Manesse e nella Nova Cronica, due miniature, in ciascuna delle quali il campo su cui è posta l'aquila imperiale è d'oro. Nello specifico, nella miniatura del Codex Manesse, l'arme d'oro all'aquila di nero, che è affiancata all'imperatore, presenta un'interessante peculiarità: lo scudo, infatti, è bordato di rosso. Tale caratteristica, ovvero la bordatura, è riscontrabile anche nello scudo con l'aquila dalla testa rivolta di fronte presente nell'impronta della moneta, di cui si è già detto, battuta durante il regno di Corrado III o di Federico Barbarossa.

Stemma attribuito a Enrico VI di Svevia, secondo il Codex Manesse

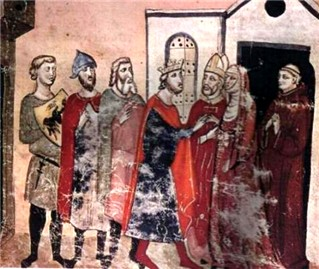
Matrimonio di Enrico VI e Costanza d'Altavilla (miniatura dalla Nova Cronica).

È necessario evidenziare, però, che entrambi i codici citati furono composti in epoca successiva alla vita dell'imperatore. Differente, invece, è il caso del Liber ad honorem Augusti di Pietro da Eboli: il poeta ebolitano, infatti, fu coevo di Enrico. Nelle miniature presenti nell'opera che, tessendo le lodi dell'imperatore, descrive la conquista del Regno di Sicilia da parte di Enrico VI, quest'ultimo compare raffigurato con uno scudo normanno sul quale campeggia l'aquila di nero. Appare, tuttavia, esercizio non privo di criticità definire con precisione lo smalto del campo dello stemma. Da un lato, infatti, potrebbe essere descritto come un giallo pallido, probabilmente frutto di una dispersione del pigmento, il che porterebbe a blasonare il campo come d'oro. D'altro canto, però, non è da escludere che la tenue pigmentazione fosse atta già in origine a rappresentare il bianco e, dunque, l'argento dello stemma. Inoltre, qualora si ritenesse preminente questa seconda interpretazione, si porrebbe un'ulteriore serie di interrogativi: ovvero se tale arme con campo d'argento fosse rappresentativa dell'Impero o se fosse rappresentativa del Regno di Sicilia e, dunque, se sia da attribuire a Enrico VI l'introduzione dell'arme di Svevia-Sicilia. Tali incertezze nella decodifica del campo dell'insegna, che tra l'altro, nella citata miniatura, è riprodotta anche sull'elmo dell'imperatore e sulla gualdrappa del suo cavallo, sembrerebbero avvalorare l'opinione di chi ritiene che, ancora durante il regno di Enrico VI, ovvero «nell'ultimo decennio del XII secolo, al quale risale il poema di Pietro da Eboli», gli smalti dell'arme imperiale non fossero stati formalmente definiti e che il loro uso fosse incerto e mutevole.

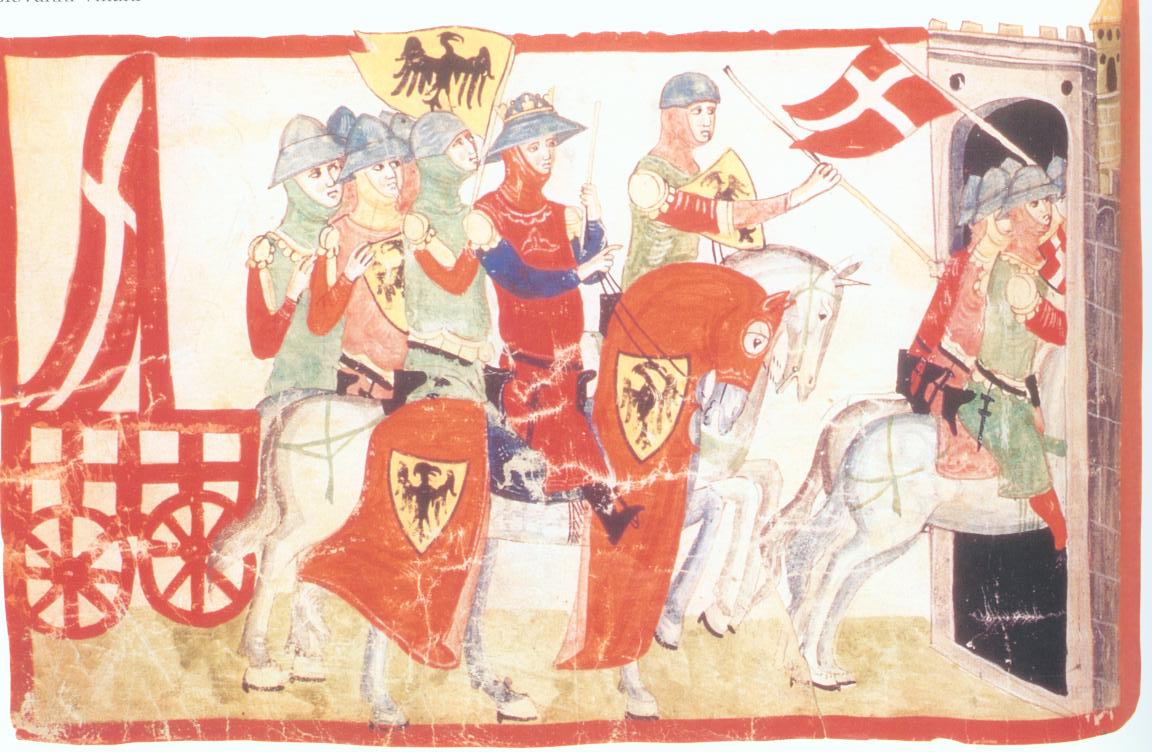
Cattura del Carroccio dopo la battaglia di Cortenuova (miniatura dalla Nova Cronica).

L'aquila costituì «una vera e propria impresa personale» per Federico II: molteplici, difatti, sono le rappresentazioni del rapace nell'iconografia legata all'imperatore siciliano. Indicative, al riguardo, sono le numerose aquile, diversamente scolpite, poste a ornamento di mura o altri elementi architettonici, rinvenibili negli edifici federiciani, come nel caso del castello di Barletta. Particolarmente significative, inoltre, appaiono le opere che riproducono l'aquila nell'atto di straziare, con i propri artigli, altri animali, come serpenti o lepri, deputati a rappresentare i nemici dell'Impero. Esemplificativa, in tal senso, è l'edicola sovrastante l'ingresso principale del Castello Ursino di Catania: la scultura posta al suo interno riproduce un'aquila che tiene tra gli artigli una lepre esanime.
Altrettanto emblematici, sia «per le varie tipologie di figura dell'aquila che vi campeggiano con superba eleganza», sia perché concepiti con intenti celebrativi dell'immagine dello stupor mundi, sono «gli stupendi cammei», che, nella prima metà del XIII secolo, furono realizzati in tutto il Regno di Sicilia. In tali manufatti artistici di pregevole fattura, le aquile sono cesellate «con straordinario gusto per i particolari naturalistici».

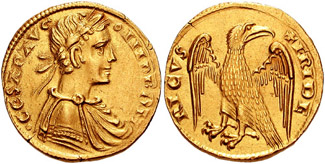
Augustale battuto presso la zecca di Messina dopo il 1231.

Anche la monetazione d'età federiciana non manca di coni recanti l'effige dell'aquila, che fu presente in numerose emissioni di tarì, denari e augustali. Il disegno non fu sempre il medesimo, si passa da esemplari con aquile stilizzate, ad aquile che, invece, assumono sembianze più naturali, aggressive e dinamiche: quest'ultimo è il caso degli augustali: battute presso le zecche di Brindisi e Messina, tali monete recavano, sul recto, l'immagine dell'imperatore siciliano, mentre, sul verso, un'aquila sorante con la testa volta verso la sinistra araldica. La posizione della testa, in particolare, fu variabile e, a seconda delle emissioni, si ritrovano, infatti, monete con aquila rivoltata e altre no; così come è possibile rinvenire sia esemplari con aquila senza corona, sia esemplari con aquila coronata. Relativamente alle coniazioni tedesche, invece, è possibile citare un'emissione del XIII secolo, sulla quale compare raffigurato, a cavallo, l'imperatore con corona, vessillo e scudo: su quest'ultimo campeggia la figura dell'aquila.

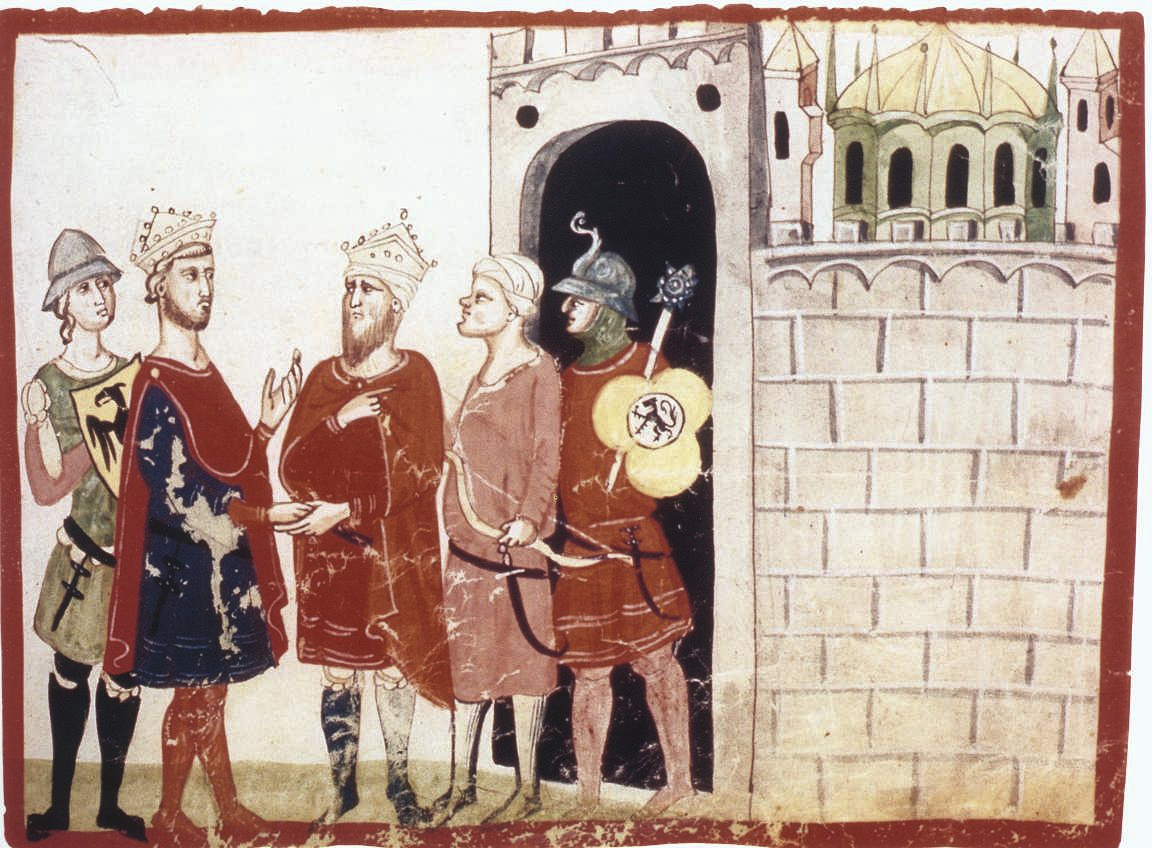
Sesta crociata: Federico II incontra al-Malik al-Kamil (miniatura dalla Nova Cronica).

Quanto alla quaestio dello smalto del campo, Giovanni Antonio Summonte, nell'Historia della Città e Regno di Napoli, riferendo in merito all'arme di Federico II, non manca di specificare che egli «portò il Campo d'oro, e l'Aquila nera». Inoltre, è possibile asserire che nelle miniature, coeve o meno, raffiguranti lo stupor mundi, l'oro per il campo degli scudi rappresentasse la norma. Parimenti, d'oro all'aquila di nero era il drappo dei vessilli dispiegati «dagli armati di Federico II», durante la sesta crociata, o dalla flotta siciliana, durante la battaglia del Giglio.

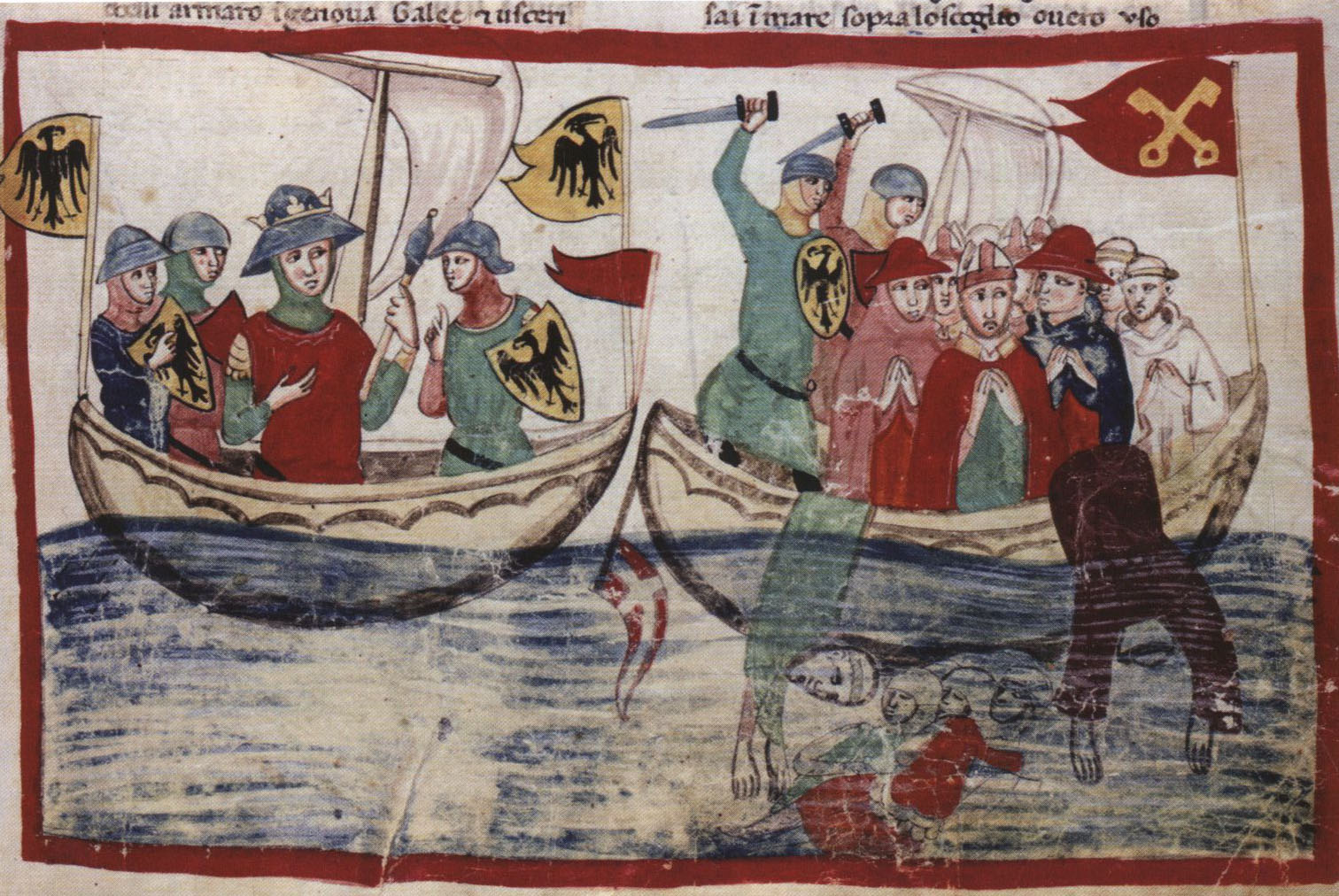
Battaglia del Giglio (miniatura dalla Nova Cronica).

(Blasonatura)

Stemma del Sacro romano impero
Stemma rappresentativo della dignità imperiale attribuito alla Casa di Hohenstaufen

Alla luce della rilevanza attribuita alla figura dell'aquila da Federico II, è lecito sostenere che fu proprio durante il regno dello stupor mundi che detta figura si attestò, in via definitiva, «come distintivo araldico dell'Impero per eccellenza», finendo, in questo modo, con il sopravvivere alla stessa estinzione della dinastia staufica e andando a contraddistinguere tutti i successivi sovrani assurti alla carica imperiale. Nella sua Enciclopedia araldico-cavalleresca, infatti, il Crollalanza scrive che «nel Medio Evo l'aquila fu particolare emblema della dignità imperiale; e i re di Germania rivestiti di questa la portarono successivamente sulle loro bandiere e sui loro scudi». L'araldista, inoltre, pur ammettendo i limiti dell'interpretazione simbolica degli smalti, riporta che un'aquila nera in campo d'oro sia «geroglifico di valore e d'intrepidezza». Più in generale, continua il Crollalanza, l'aquila è atta a simboleggiare caratteristiche quali forza, potenza, grandezza d'animo, valore e gloria.

## Arme di Svevia-Sicilia

### Origine e caratteristiche
Il matrimonio tra Enrico VI di Svevia e Costanza d'Altavilla segnò l'unione tra la Casa d'Hohenstaufen e la Casa d'Altavilla e la conseguente ascesa al trono di Sicilia del sovrano svevo. Direttamente connessa all'avvento della dinastia staufica, sebbene le diverse fonti non concordino in merito al sovrano che l'introdusse, fu l'adozione, quale nuova insegna reale, dell'aquila al volo abbassato di nero, che, posta in campo d'argento, entrò a far parte dei segni distintivi del Regno di Sicilia. Tale nuova arme siciliana, dunque, fu derivata dall'originaria insegna imperiale all'aquila monocipite: l'argento del campo, che può essere considerato una brisura rispetto all'oro dello stemma dell'Impero, andò, infatti, a rappresentare la dignità reale, in contrapposizione al campo d'oro, rappresentativo, invece, della dignità imperiale. È opportuno sottolineare, comunque, come non sia sempre possibile operare una netta discriminazione della rappresentatività di Impero e Regno da parte dei detti smalti: così come evidenziato nell'analisi dell'arme imperiale, infatti, «poteva avvenire, a volte, che i due metalli fossero usati, in modo interscambiabile, l'uno come semplice variante cromatica dell'altro».

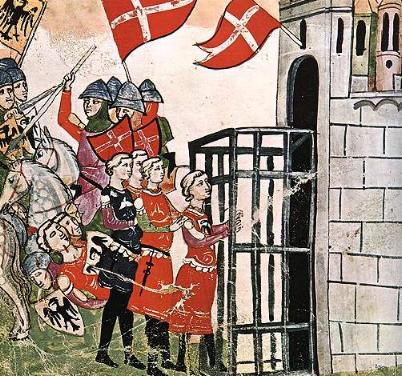
Imprigionamento di Enzo di Sardegna: si noti la compresenza di scudi d'oro e d'argento. Miniatura dalla Nova Cronica.

Lo storico siciliano Agostino Inveges, negli Annali della felice Città di Palermo prima sedia, corona del re, e capo del Regno di Sicilia, fa riferimento, per la descrizione dello stemma degli Hohenstaufen di Sicilia, a un altro storico e araldista siciliano, Giuseppe Sancetta, vissuto nel XVI secolo. L'Inveges riporta alcuni rilevanti dettagli, forniti dal Sancetta, in merito alla figura dell'aquila: quest'ultima, infatti, è monocipite, è rivolta verso la destra araldica, è al volo abbassato e non è coronata. Siffatta arme, dunque, diviene il blasone di Svevia-Sicilia:
(Blasonatura)

Arme di Svevia-Sicilia

### Adozione dell'arme

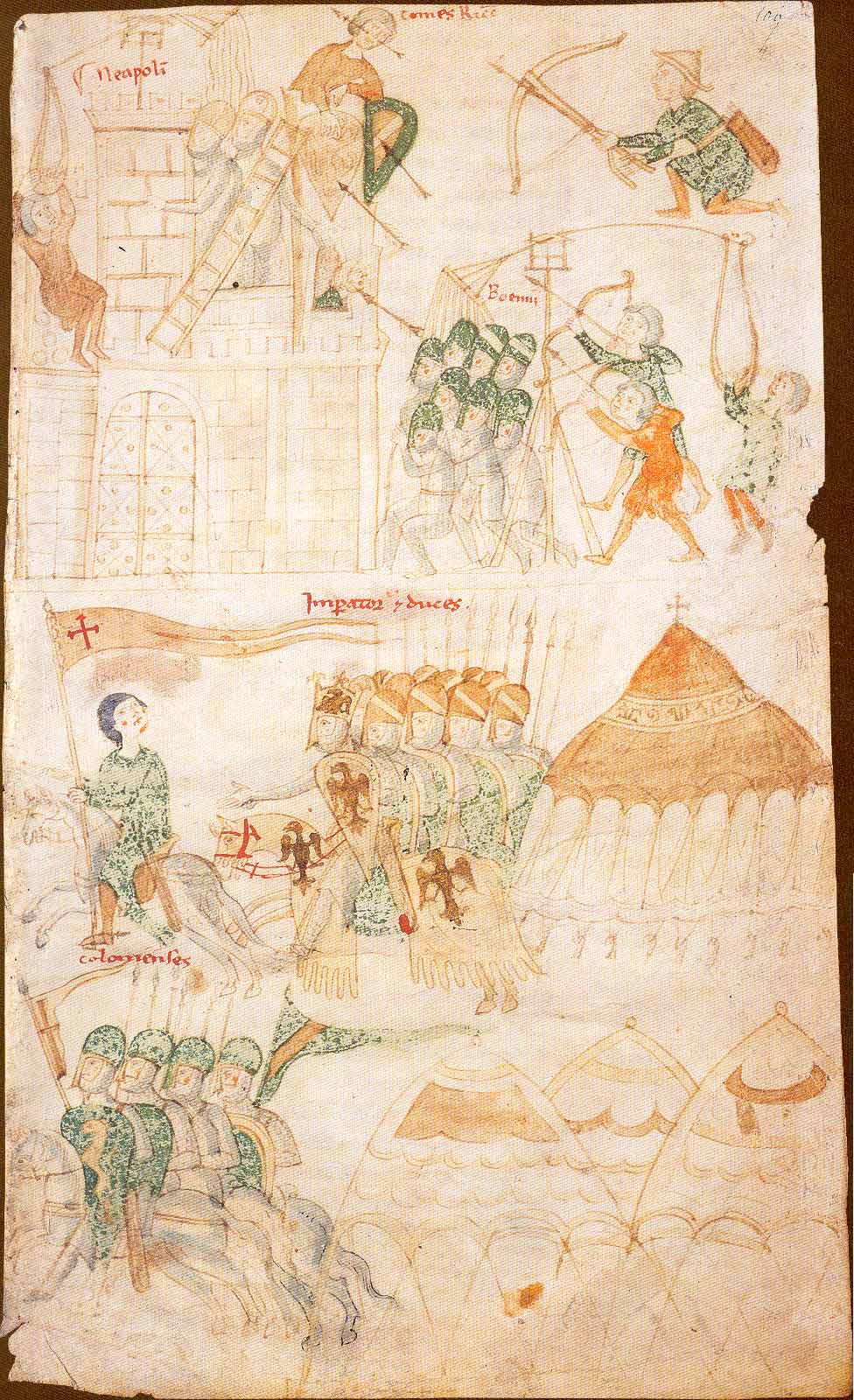
Le forze imperiali di Enrico VI assediano Napoli, difesa da Riccardo d'Acerra (1191). Miniatura dal Liber ad honorem Augusti.

Investito della corona siciliana il 25 dicembre 1194, Enrico VI di Svevia, già imperatore del Sacro Romano Impero, fu il primo degli Hohenstaufen ad acquisire il titolo di Re di Sicilia. Secondo un'ipotesi che si fonda sull'analisi delle miniature raffiguranti il sovrano svevo nel Liber ad honorem Augusti, è proprio a Enrico VI che bisognerebbe far risalire il primato dell'introduzione dell'arme d'argento all'aquila col volo abbassato di nero per il Regno di Sicilia. Suffragare tale ipotesi, però, risulta essere poco agevole, poiché, come sopra riferito, lo smalto del campo degli scudi associati a Enrico VI nelle dette miniature del manoscritto di Pietro da Eboli si presterebbe a una duplice decodificazione. Supponendo, infatti, una dispersione del pigmento, dovuta allo stato di conservazione del foglio, il campo dello scudo potrebbe essere descritto come d'un giallo pallido e, dunque, blasonato d'oro. Ipotizzando, invece, che la tenue pigmentazione non abbia subito alterazioni e che fosse, nelle originarie intenzioni dell'autore, deputata a rappresentare il bianco, il campo dello stemma potrebbe essere blasonato d'argento. Qualora, poi, s'avallasse questa seconda occorrenza, ci sarebbe un ulteriore nodo da sciogliere: ovvero se tale arme con campo d'argento fosse rappresentativa dell'Impero o se, invece, fosse rappresentativa del Regno di Sicilia, poiché, solo in questo secondo caso, l'introduzione dell'arme di Svevia-Sicilia sarebbe da attribuire a Enrico VI.

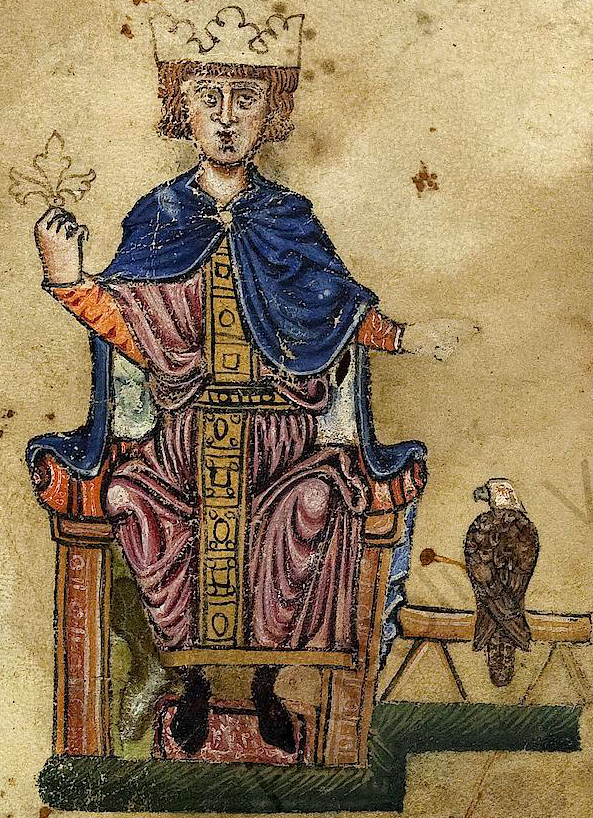
Federico e il suo falco. Miniatura dal De arte venandi cum avibus.

Stando a quanto riportato da altri autori, invece, è con Federico II che l'aquila siciliana comincia ad assumere identità e peculiarità proprie, che la differenziano dall'arme imperiale. In base a tale ipotesi, infatti, l'imperatore siciliano avrebbe adoperato, accanto allo stemma con aquila monocipite in campo d'oro, anche una versione dell'insegna, che, per l'appunto, doveva rappresentare la dignità reale, dove il campo dello scudo non era d'oro, bensì d'argento. Nel caso in cui una simile eventualità fosse incontrovertibilmente verificata, essa potrebbe configurarsi come la traslazione in termini simbolici di una contingenza di carattere politico; ovvero la pretesa esercitata dal Papato, nei confronti di Federico II, di mantenere una formale e sostanziale separazione giuridica tra Impero e Regno, cosa che, attraverso l'assunzione di impegni solenni, lo stupor mundi «aveva ripetutamente dovuto riconoscere (anche se, di fatto, aveva cercato di eludere [...] ])», onde non attuare «quella "unio regni ad imperium" che la Chiesa considerava inammissibile».

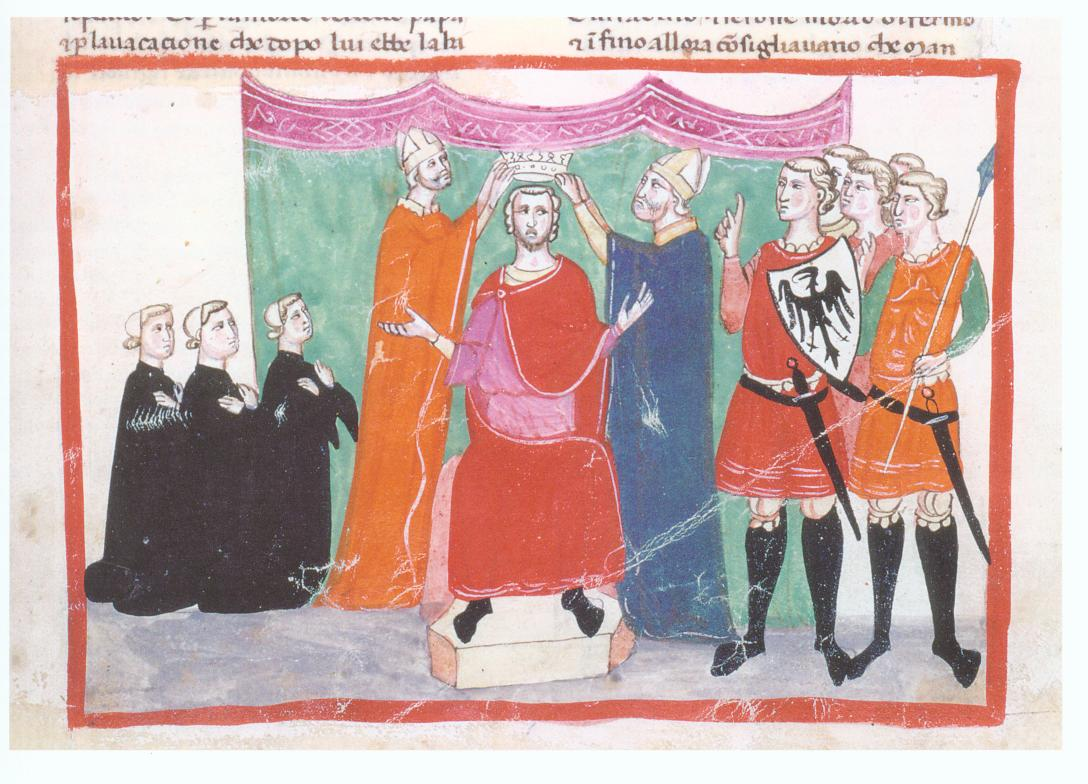
Incoronazione di Manfredi. Miniatura dalla Nova Cronica.

Per contro, secondo un'altra ipotesi, il momento in cui avvenne il cambio di metalli sarebbe da posticipare: non dunque a Federico II, ma, a Re Manfredi, bisognerebbe far risalire la sostituzione, nell'originaria insegna imperiale, dell'oro con l'argento, al fine di ottenere la nuova arme siciliana. Al riguardo, il Summonte, nella sua monumentale opera, Historia della Città e Regno di Napoli, nel descrivere l'arme adottata dal figlio naturale (poi legittimato) dello stupor mundi e di Bianca Lancia, specifica:
(Giovanni Antonio Summonte, Historia della Città e Regno di Napoli, Tomo II)

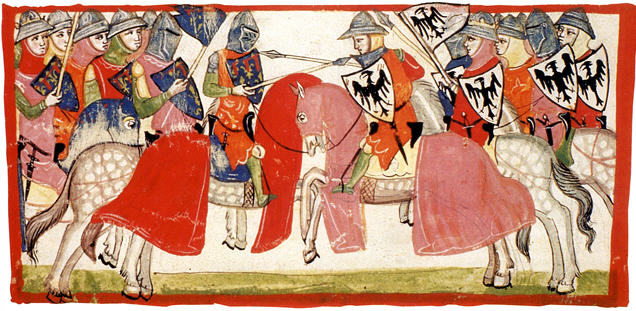
Battaglia di Benevento. Miniatura dalla Nova Cronica.

Dalle eloquenti parole del Summonte, appare chiaro, dunque, come costui attribuisca a Manfredi il mutamento di smalto e l'introduzione del campo d'argento, ritenendo, di conseguenza, riconducibile a quest'ultimo (e non a lui precedente) il primato dell'adozione della cosiddetta arme di Svevia-Sicilia.
Allo stesso tempo, inoltre, lo storico napolitano riferisce di taluni autori che, erroneamente, riportano, per il sovrano, un'insegna d'argento all'aquila di rosso, anziché di nero:
(Giovanni Antonio Summonte, Historia della Città e Regno di Napoli, Tomo II)
Il Crollalanza, invece, attribuisce a Manfredi un vessillo azzurro all'aquila d'argento. Tale insegna, se realmente adottata, potrebbe essere spiegata supponendo che essa sia stata adoperata prima della legittimazione: per cui il figlio dello stupor mundi avrebbe scelto di portare «l'aquila Staufica, ma "brisata" dalla sostituzione di nero e oro con gli smalti dell'arma materna [...]».

Arme di Svevia-Sicilia, introdotta o, comunque, adottata da Manfredi come Re di Sicilia
Errata blasonatura dello stemma di Manfredi di Sicilia
Stemma di Manfredi di Sicilia, secondo Goffredo di Crollalanza

Che l'iniziativa di fissare l'argento, in sostituzione dell'oro, per il campo dello stemma siciliano sia attribuibile a Manfredi o, invece, sia a lui precedente, appare plausibile, comunque, convenire che fu certo l'utilizzo di tale smalto, per le proprie insegne, da parte del figlio dello stupor mundi. A tal proposito, infatti, l'araldista tedesco Erich Gritzner sostenne che «nel 1261, le bandiere di guerra di Manfredi erano di zendale bianco caricato di un'aquila nera». Ulteriori conferme, con tutti i limiti e le cautele proprie di questo genere di riscontri a fini probatori, potrebbero arrivare, inoltre, dall'iconografia legata al sovrano siciliano e, nello specifico, dalle diverse miniature della Nova Cronica, nelle quali l'arme associata a Manfredi è, a ogni sua occorrenza, d'argento all'aquila di nero.

### Ipotesi minoritarie sull'origine dell'aquila siciliana

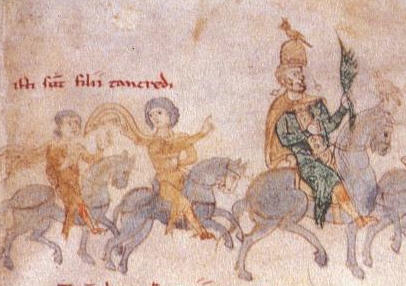
Tancredi di Sicilia (dettaglio di una miniatura dal Liber ad honorem Augusti di Pietro da Eboli).

Stando ad alcune suggestive speculazioni, la figura dell'aquila sarebbe stata assurta a emblema reale già dalla Casa d'Altavilla. Il Sancetta, al riguardo, sostiene la tesi, avallata anche dall'Inveges, secondo la quale i Re di Sicilia, sin dalla fondazione della monarchia, avrebbero adottato un'arme d'argento, all'aquila di nero. L'Inveges, concordando, in linea di massima, con gli assunti del Sancetta, ribadisce che «l'Aquila nera sia antichissima Arma del Regno di Sicilia» (sebbene egli non sia in grado di riferire quale sovrano l'abbia introdotta), ma ritiene che il campo dello stemma fosse d'oro.
Al fine di suffragare le proprie asserzioni, l'Inveges cita quale elemento probatorio una delle monete descritte nell'opera del numismatico siciliano Filippo Paruta, Della Sicilia descritta con medaglie, pubblicata nel 1612. La riproduzione del recto della moneta in questione, che il Paruta riferisce esser stata battuta durante il regno di Ruggero II, mostra, infatti, un'aquila al volo abbassato, rivolta verso la destra araldica.
Teorie che attribuiscono ai sovrani della Casa d'Altavilla il primato dell'introduzione dell'aquila nell'araldica del Regno di Sicilia sono riportate anche da altre fonti: una di queste, in particolare, sostiene che, a Tancredi di Sicilia, nipote di Ruggero II e re di Sicilia dal 1189 al 1194, potrebbe essere ricondotta un'arme caricata con un'aquila, probabilmente, d'oro, in ragione del fatto che tale figura del detto metallo è visibile su uno stendardo e sull'elmo di Tancredi in alcune miniature del Liber ad honorem Augusti di Pietro da Eboli.
Le ipotesi di un'origine dell'arme all'aquila al volo abbassato riconducibile a epoca più antica rispetto all'ascesa del casato svevo al trono di Sicilia generano non poche perplessità nell'araldista Angelo Scordo. In particolare, egli, nella sua analisi delle insegne staufiche, riferisce che, sebbene non sia da escludere aprioristicamente l'utilizzo di aquile quali simboli siciliani nei secoli precedenti l'avvento della dinastia degli Hohenstaufen, ipotizzare un collegamento o, meglio, un rapporto di diretta derivazione tra tali simboli già esistenti e l'arme di Svevia-Sicilia si configura come esercizio carente di alcun concreto fondamento.

### Arme d'Aragona-Sicilia

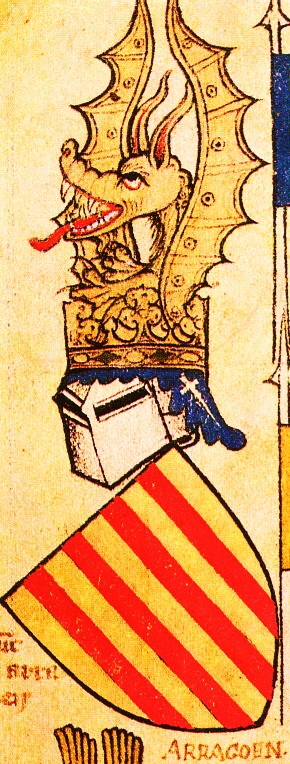
Arme di Aragona dal Wapenboek Gelre.

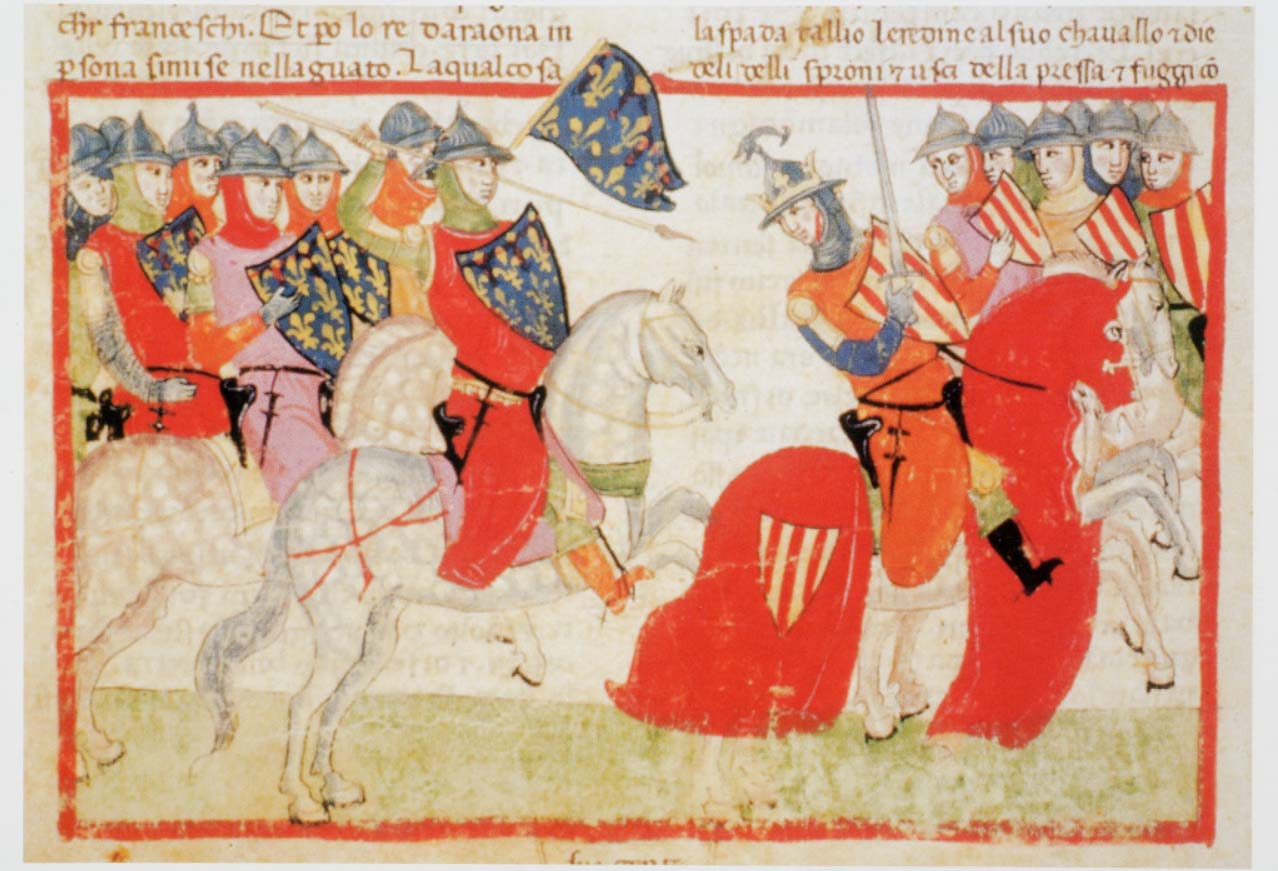
Pietro III ferito in battaglia (1285). Miniatura dalla Nova Cronica.

A ogni modo, alla morte di Manfredi, che segnò la vittoria della Casa d'Angiò nella lotta di successione dinastica al trono di Sicilia, l'arme d'argento con l'aquila nera non cadde in disuso e fu ereditata da sua figlia Costanza, che, nel 1262, aveva sposato Pietro III d'Aragona.
Quale conseguenza di tale unione, in ambito araldico, si ebbe che all'aquila di Svevia-Sicilia vennero accostati i pali d'Aragona, quattro vermigli e cinque d'oro; o meglio quattro bande vermiglie in campo d'oro.
L'utilizzo, da parte della Casa d'Aragona, dell'arme siculo-sveva rendeva quest'ultima un'arme di pretensione, ovvero rappresentava la pretesa che il Re d'Aragona vantava sul trono di Sicilia. I diritti dinastici di Costanza furono esercitati nel 1282, quando la Sicilia insorse contro gli Angioini nella guerra del Vespro.
Il nuovo stemma del Regno di Sicilia, un inquartato in decusse con, al 1º e al 4º quarto, l'arme d'Aragona e, al 2º e al 3º quarto, l'arme di Svevia-Sicilia, divenne, dal punto di vista araldico, l'insegna maggiormente rappresentativa dell'isola, facendosi, inoltre, elemento distintivo degli stemmi reali e imperiali di alcune delle principali case regnanti d'Europa.

Arme d'Aragona: quattro pali vermigli in campo d'oro
Arme di Svevia-Sicilia, variante con aquila membrata, rostrata, armata e linguata di rosso
Arme d'Aragona-Sicilia inquartato normalmente
Arme d'Aragona-Sicilia inquartato in decusse

### Arme nova di Sicilia
Nello svolgimento della sua analisi araldica, l'Inveges evidenzia, in diversi passaggi degli Annali della felice Città di Palermo, come, nel corso dei secoli, l'arme di Svevia-Sicilia abbia subito alcuni mutamenti nei caratteri dell'aquila. Lo storico siciliano, al riguardo, offre un raffronto visivo tra l'originaria versione dell'insegna, che mostra l'aquila al volo abbassato di nero, e l'insegna che egli definisce arme «nova del Regno di Sicilia». Le differenze che l'arme nova presenta sono sostanzialmente due: l'aquila è coronata ed è al volo spiegato e non abbassato. L'Inveges tralascia di fornire delucidazioni in merito alla trasformazione del volo da abbassato a spiegato; fornisce, invece, un commento sull'aggiunta della corona, avanzando il convincimento che, il primo sovrano a coronare l'aquila dello stemma siciliano, sia stato Pietro III.

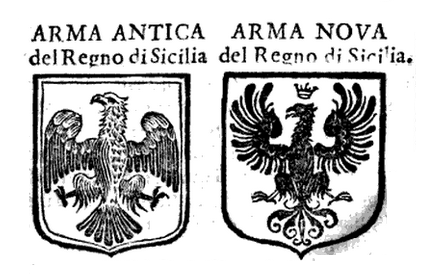
Raffronto tra le armi, antica e moderna, del Regno di Sicilia (dagli Annali della felice Città di Palermo prima sedia, corona del re, e capo del Regno di Sicilia, 1651).

Nel corposo lavoro di Giacomo Carlo Bascapè, Marcello Del Piazzo e Luigi Borgia, Insegne e simboli: araldica pubblica e privata medievale e moderna, l'arme di Svevia-Sicilia viene blasonata congruentemente alla rappresentazione dell'arme nova mostrata nell'opera dell'Inveges:
(Blasonatura)

Arme nova di Sicilia, secondo la definizione di Agostino Inveges

## Arme di Svevia antica

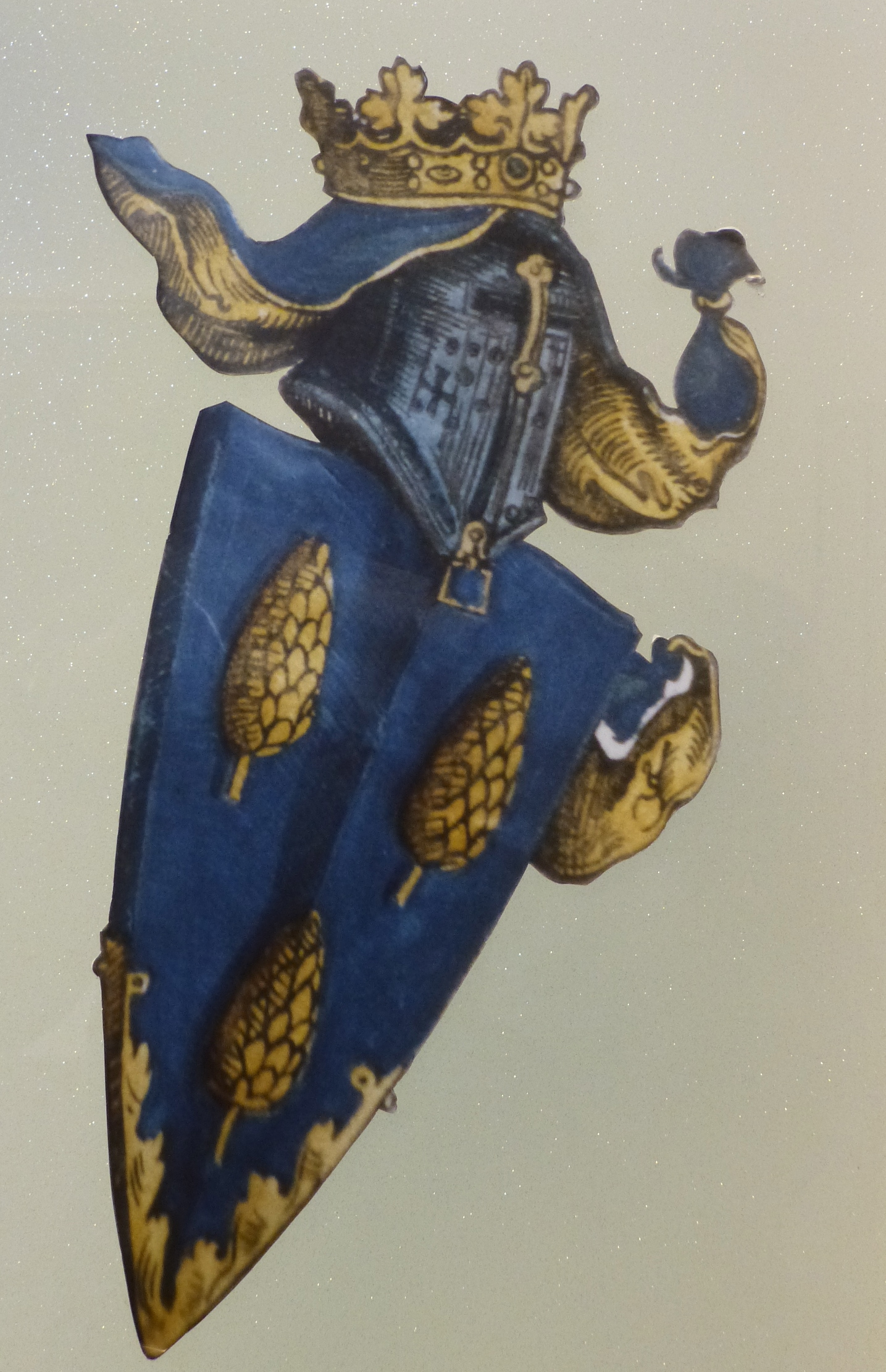
Stemma dei conti di Tann.

Un'ipotesi formulata dall'araldista Angelo Scordo, contempla la possibilità che l'arme di Svevia antica, quindi precedente ai tre leoni passanti, fosse costituita da tre pigne d'oro in campo azzurro. Le tre pigne d'oro, disposte due su una o una su due, in campo azzurro sono presenti anche in diversi stemmi della Casa dei Truchsess di Waldburg, di cui un ramo fu titolare della Contea di Tann: proprio da tali stemmi, per inciso, è possibile evincere gli smalti come più sopra descritti. Allargando il campo d'analisi, inoltre, si può convenire che l'utilizzo di pigne o conifere nell'araldica gentilizia delle casate sveve non fosse affatto infrequente, essendo questi tra gli elementi peculiari del paesaggio della regione. L'utilizzo dell'arme di Svevia antica, stando a un particolare stemma riportato nelle opere di storici come Scipione Mazzella, Giovanni Antonio Summonte e Agostino Inveges, sarebbe riconducibile anche alla Casa d'Hohenstaufen.

Arme di Svevia antica (variante con pigne 1 su 2, ovvero male ordinate)

## Arme di Lamagna
Di particolare interesse è anche un altro stemma attribuito agli Hohenstaufen: attestazioni di tale arme sono rinvenibili, in primis, in tre importanti opere storiografiche, una del tardo Cinquecento e due secentesche, richiamte, poi, in successive analisi dell'arme, realizzate in epoche diverse.
Tra il 1601 e il 1602, furono pubblicati i quattro libri (gli ultimi due postumi) dell'edizione originale dell'Historia della Città e Regno di Napoli, di Giovanni Antonio Summonte. Nei decenni successivi e fino alla metà del secolo seguente, furono realizzate diverse ristampe, nonché edizioni ampliate da altri autori, la più diffusa delle quali è quella del 1675. Nelle tavole a corredo delle biografie dei sovrani della Casa d'Hohenstaufen presenti nell'opera dello storico napolitano, possono essere osservate rappresentazioni di due varianti dello stemma in questione. La prima di dette varianti è associata a Enrico VI: si tratta di uno stemma con aquila bicipite, sormontata da corona imperiale. Sull'aquila, inoltre, caricato in cuore, è presente un particolare scudetto, il quale, con capo troncato cuneato da parte a parte, è partito, con, a destra, tre pini o pigne male ordinate e, a sinistra, i tre leoni passanti.

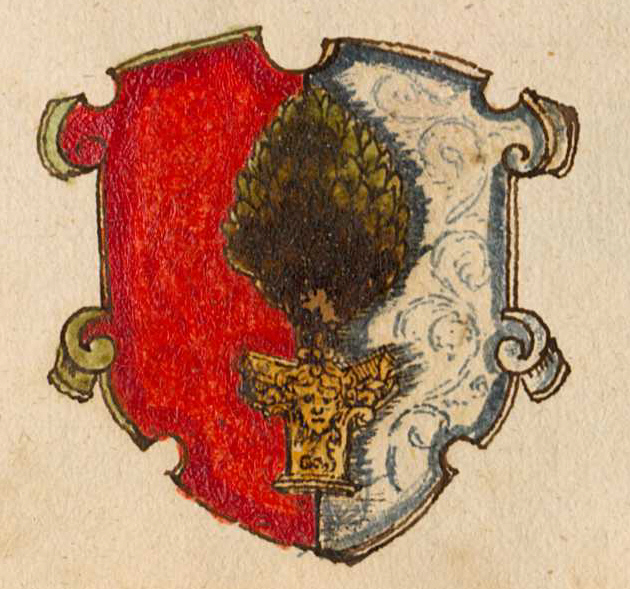
Stemma di Augusta, da una miniatura del 1594.

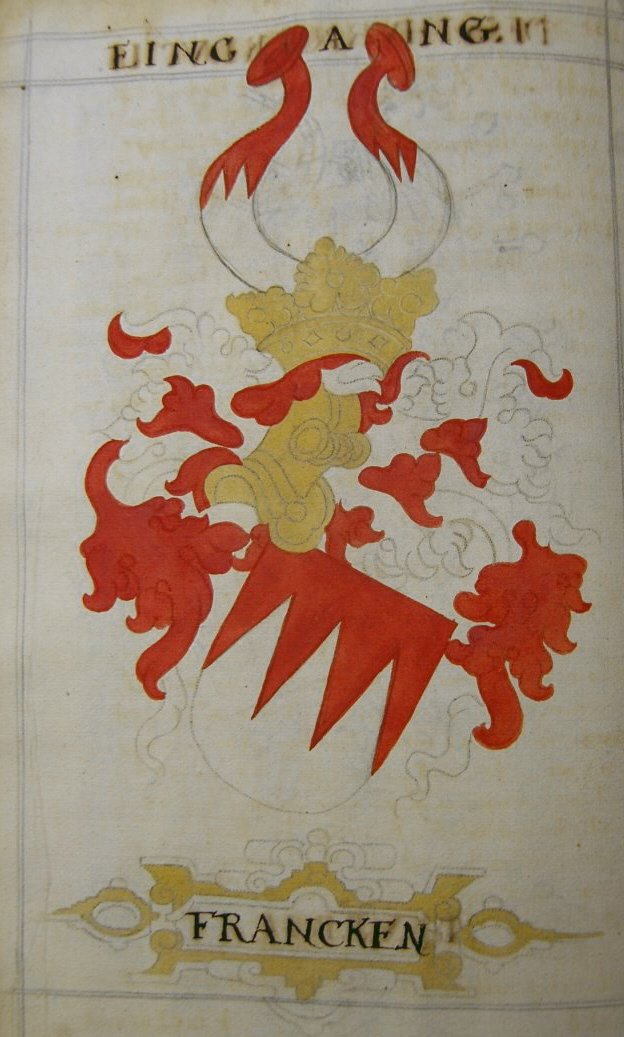
Arme di Franconia riprodotta in un manoscritto del XVII secolo, basato sul Thurnierbuch dell'araldo tedesco Georg Rüxner.

Il medesimo stemma è ripreso da Agostino Inveges, nella parte terza della sua più importante opera, gli Annali della felice Città di Palermo prima sedia, corona del re, e capo del Regno di Sicilia, data alle stampe tra il 1649 e il 1651. Lo storico siciliano, che indica proprio il lavoro del Summonte quale fonte da cui ha attinto tale stemma, definisce quest'ultimo come arme degli "Svevi di Lamagna", ovvero di Germania, adducendo che essa fosse in uso presso gli Hohenstaufen ancora prima dell'acquisizione della corona siciliana. In particolare, Inveges spiega la presenza delle tre pigne come un riferimento alla città sveva di Augusta, della quale la pigna è il simbolo. Tale ipotesi, però, sarebbe da escludere, poiché lo stemma di Augusta conta un'unica pigna, per altro, di verde, sostenuta da un capitello di colonna d'oro, il tutto posto su un campo partito di rosso e d'argento. Più plausibilmente, invece, le tre pigne, altro non richiamerebbero che l'arme di Svevia antica, che, posta in tale stemma attribuito agli Hohenstaufen, simboleggerebbe «la loro sovranità su tutta quella regione della bassa Germania [...]».
Quanto, invece, al capo, questo potrebbe essere riferito all'arme di Franconia, uno scudo troncato cuneato di due cunei e due metà di rosso su tre d'argento, che costituirebbe un richiamo alla Casa di Waiblingen, ovvero alla Dinastia Salica di Franconia. Il legame tra gli Hohenstaufen e i Salici risale al tempo dell'imperatore Enrico IV di Franconia, che, quale segno di riconoscenza verso Federico il Vecchio per essergli rimasto fedele, gli diede in sposa la figlia Agnese e lo creò duca, concedendogli, in feudo, la Svevia. Proprio il matrimonio tra Federico e Agnese, infatti, legittimò gli Hohenstaufen, alla morte di Enrico V, fratello di Agnese e ultimo imperatore della dinastia Salica, a ritenersi eredi di questa antichissima famiglia e ad avanzare le proprie pretese alla corona imperiale. Inoltre, i Waiblingen erano discendenti diretti, in linea femminile, di Carlo Magno, aspetto di rilevanza estrema, poiché si traduceva in un diritto divino al titolo d'Imperatore, e del quale lo stesso Federico II «andava altero».

Arme di Franconia
Arme di Svevia antica
Arme di Svevia
Stemma degli "Svevi di Lamagna", secondo Agostino Inveges

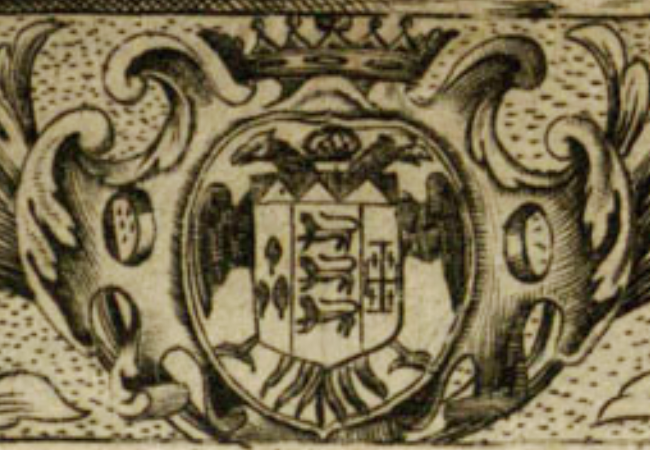
Stemma collocato alla base delle tavole raffiguranti Federico II, Manfredi e Corrado II, nell'edizione del 1675 (curata da Antonio Bulifon) dell'Historia della Città e Regno di Napoli, dello storico napolitano Giovanni Antonio Summonte.

La seconda variante dell'insegna che compare nell'opera del Summonte è visibile alla base della tavola che rappresenta lo stupor mundi: si tratta di uno stemma con aquila bicipite, che, così come quello presentato per Enrico VI, reca in cuore uno scudetto, che si differenzia da quello già visto, per l'aggiunta della croce di Gerusalemme: detto scudetto, infatti, da partito, diventa un interzato in palo, con l'arme gerosolimitana caricata nell'ultimo terziere. Tale aggiunta è dovuta all'acquisizione, nel 1225, del titolo di Re di Gerusalemme da parte di Federico II: spiega, al riguardo, il Summonte che, in seguito alle nozze con Jolanda di Brienne, lo stupor mundi «unì l'arme di quel Regno con le sue».

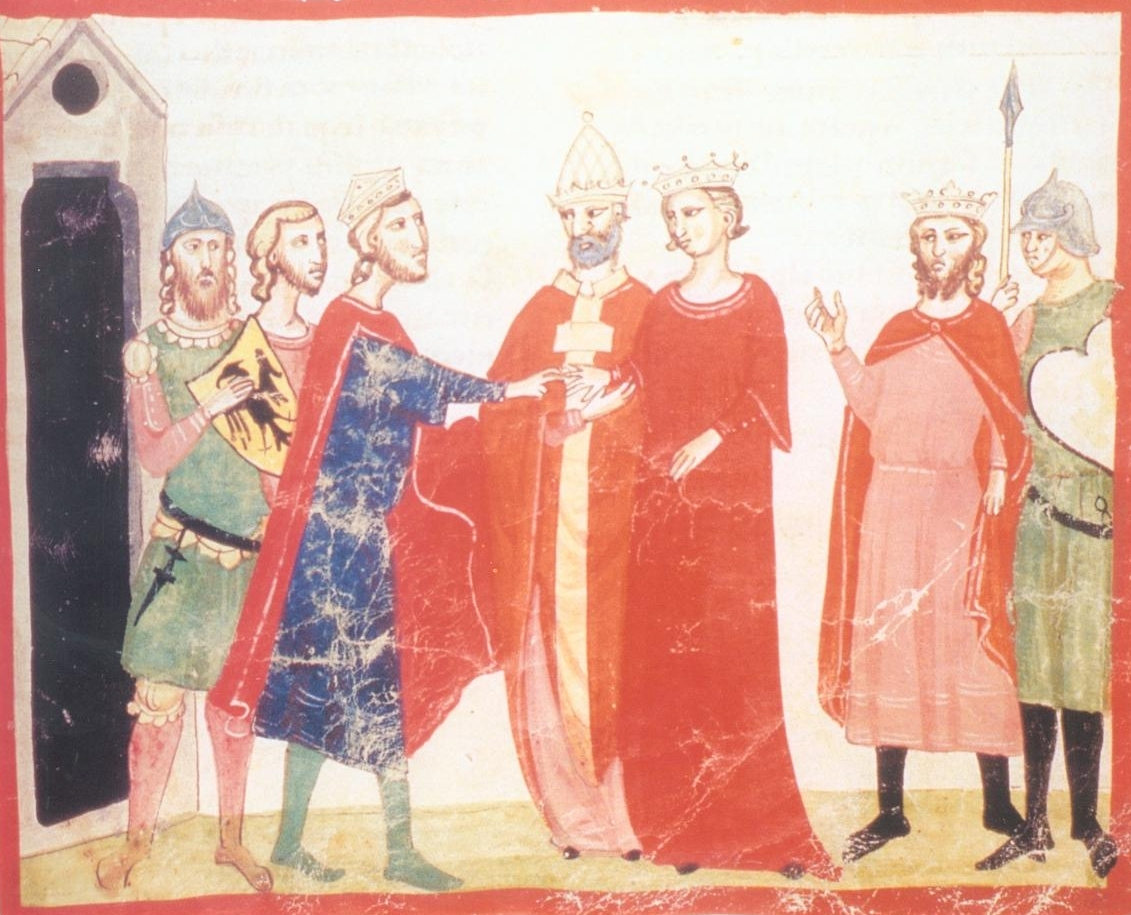
Il matrimonio di Federico II e Jolanda di Brienne. Miniatura dalla Nova Cronica.

Della croce gerosolimitana, invece, è sprovvisto lo stemma presente sulla tavola che apre la biografia di Corrado IV, sebbene il secondogenito del puer Apuliae e di Jolanda di Brienne fosse investito anche del titolo di re di Gerusalemme, oltre che di quelli di re di Sicilia e re dei Romani. Per contro, alla base della tavola dedicata a Manfredi, è riprodotto il medesimo stemma già descritto per lo stupor mundi, ovvero munito della croce di Gerusalemme. È da sottolineare, però, che Manfredi mai assunse il titolo reale gerosolimitano: dunque assistiamo all'operazione contraria rispetto a quanto fatto con Corrado IV. Nelle pagine dell'opera del Summonte riguardanti Corrado II, infine, ricompare lo stemma con aquila bicefala, con caricato lo scudetto interzato in palo e recante, quindi, l'arme del Regno di Gerusalemme, del cui titolo il giovane Corrado era investito.

Croce di Gerusalemme
Stemma attribuito a Federico II, nella relativa tavola dell'Historia della Città e Regno di Napoli

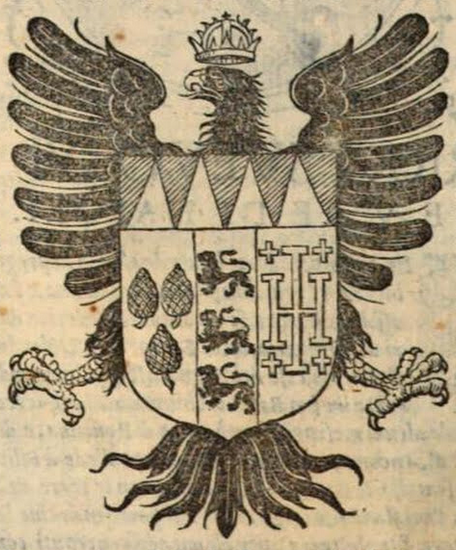
Stemma riprodotto nella tavola che apre la biografia di Federico II nell'edizione del 1601 della Descrittione del Regno di Napoli dello storico napolitano Scipione Mazzella.

Della Descrittione del Regno di Napoli, la cui prima edizione fu pubblicata nel 1586, fu autore un altro storico napolitano, Scipione Mazzella, coevo del Summonte. Nell'opera, ristampata anche nel 1597 e, in edizione ampliata e suddivisa in due libri, nel 1601, è riportato, per Federico II, uno stemma interzato in palo, che, fermo restante lo scudo interzato già descritto, pone lo stesso su un'aquila monocipite. Quest'ultima, però, è adoperata, in tale riproduzione, come supporto esterno. Al riguardo, quindi, è opportuno evidenziare che tale particolare utilizzo dell'aquila nello stemma imperiale era sconosciuto in epoca medievale, ma saldamente attestato nel tardo Cinquecento, essendo stato introdotto proprio nel XVI secolo, da Carlo V d'Asburgo.

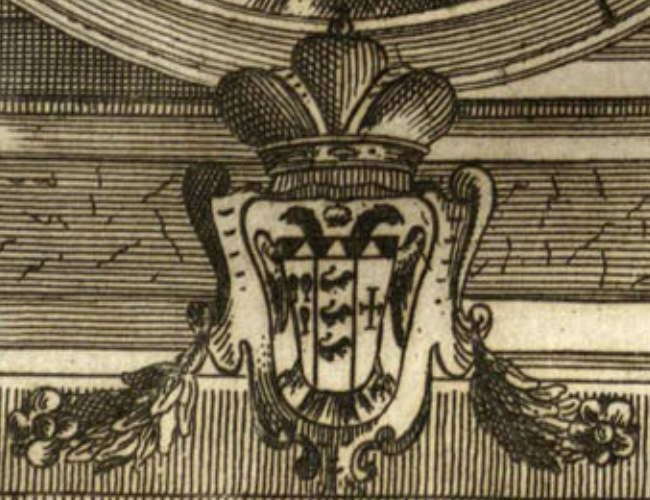
Stemma collocato alla base delle tavole raffiguranti Federico II, Corrado IV e Manfredi, nell'edizione del 1748 dell'Historia della Città e Regno di Napoli. Si possono notare, nel secondo terziere, i leoni passanti rivoltati e, nel terzo terziere, la croce patente.

Tralasciando quest'ultima, seppur rilevante, considerazione, non è da escludere, anzi è altamente probabile, che, proprio sulla scorta dell'arme presente nella Descrittione del Regno di Napoli del Mazzella, siano stati realizzati gli stemmi visibili nell'opera del Summonte: all'epoca, infatti, era tutt'altro che inconsueto che gli stampatori arricchissero le pubblicazioni con immagini tratte da opere, anche di altri autori ed editori, date alle stampe in momenti precedenti.
Passando in rassegna le diverse edizioni dell'Historia della Città e Regno di Napoli del Summonte, inoltre, è possibile individuare anche una diversa rappresentazione dei due stemmi già descritti. Sia l'arme con scudetto partito, sia l'arme con scudetto interzato in palo presentano minime, ma non trascurabili, differenze. Nel primo stemma, ovvero quello riprodotto alla base della tavola con l'effigie di Enrico VI, i tre leoni passanti sono rivoltati; mentre, nel secondo stemma, ciòè quello associato alle raffigurazioni di Federico II, ma anche di Manfredi e di Corrado II, oltre ai leoni passanti rivoltati, si nota, in luogo della croce di Gerusalemme «nella sua più comune forma», una croce patente scorciata. Di quest'ultima, pur non essendo possibile dedurre dettagli circa gli smalti di campo e figura, è lecito pensare che si tratti di una variante della più nota arma d'inchiesta bimetallica: esistono, infatti, altre rappresentazioni dell'insegna del Regno di Gerusalemme, in cui compare «una sola croce, patente e non, di dimensioni non sempre specificate e di smalto rosso».

Arme del Regno di Gerusalemme (variante d'argento, alla croce potenziata di rosso)
Arme del Regno di Gerusalemme (variante d'argento, alla croce patente di rosso)
Stemma attribuito a Federico II, in alcune edizioni dell'Historia della Città e Regno di Napoli

L'analisi dell'arme, che Inveges definì di Lamagna e che, realisticamente, troverebbe nella Descrittione del Regno di Napoli del Mazzella la prima opera ad averla riportata, lascia aperto, comunque, un fondamentale quesito, ovvero quale sia stata la fonte – si potrebbe ipotizzare una scultura – alla quale si fece riferimento per la riproduzione dello stemma in questione nel volume dello storico napolitano.

## Arme all'aquila bicipite

### Premessa
L'aquila bicipite, quale elemento caratterizzate di stemmi riferibili agli Hohenstaufen, oltre che negli scritti di Giovanni Antonio Summonte e di Agostino Inveges può essere rinvenuta in numerose altre riproduzioni di insegne imperiali. Non è raro, infatti, in opere non coeve e, dunque, successive, per lo più di diversi secoli, alla vita degli imperatori della Casa d'Hohenstaufen, osservare, poiché attribuiti a questi ultimi, stemmi imperiali recanti, in luogo dell'aquila monocipite, un'aquila con due teste separate fin dal collo e rivolte in due direzioni opposte.
L'attribuzione, a Enrico VI e ai suoi predecessori, dell'utilizzo e, dunque, dell'introduzione, dell'aquila bicipite, quale simbolo del Sacro Romano Impero, si pone, però, in netto contrasto con le fonti che hanno collocato in periodi posteriori la comparsa di tale figura araldica nelle armi degli imperatori germanici.

### Attribuzione a Federico II e critiche

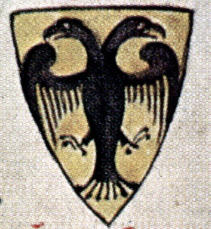
Aquila bicipite attribuita a Federico II e a Ottone IV nella Chronica Majora.

Un impiego sporadico, nell'araldica imperiale, dell'aquila bicipite di nero in campo d'oro, invece, può essere fatto risalire agli anni successivi alla morte di Enrico VI, ovvero, all'epoca delle dispute per il titolo di Imperatore tra Ottone IV di Brunswick e Federico II di Svevia. In particolare, fu il benedettino inglese Matteo Paris a riportare, nella sua Chronica Majora, miniature recanti l'aquila bicipite nera in campo d'oro, sia per Ottone IV, sia per Federico II:
(Blasonatura)

Stemma all'aquila bicipite attribuito a Federico II

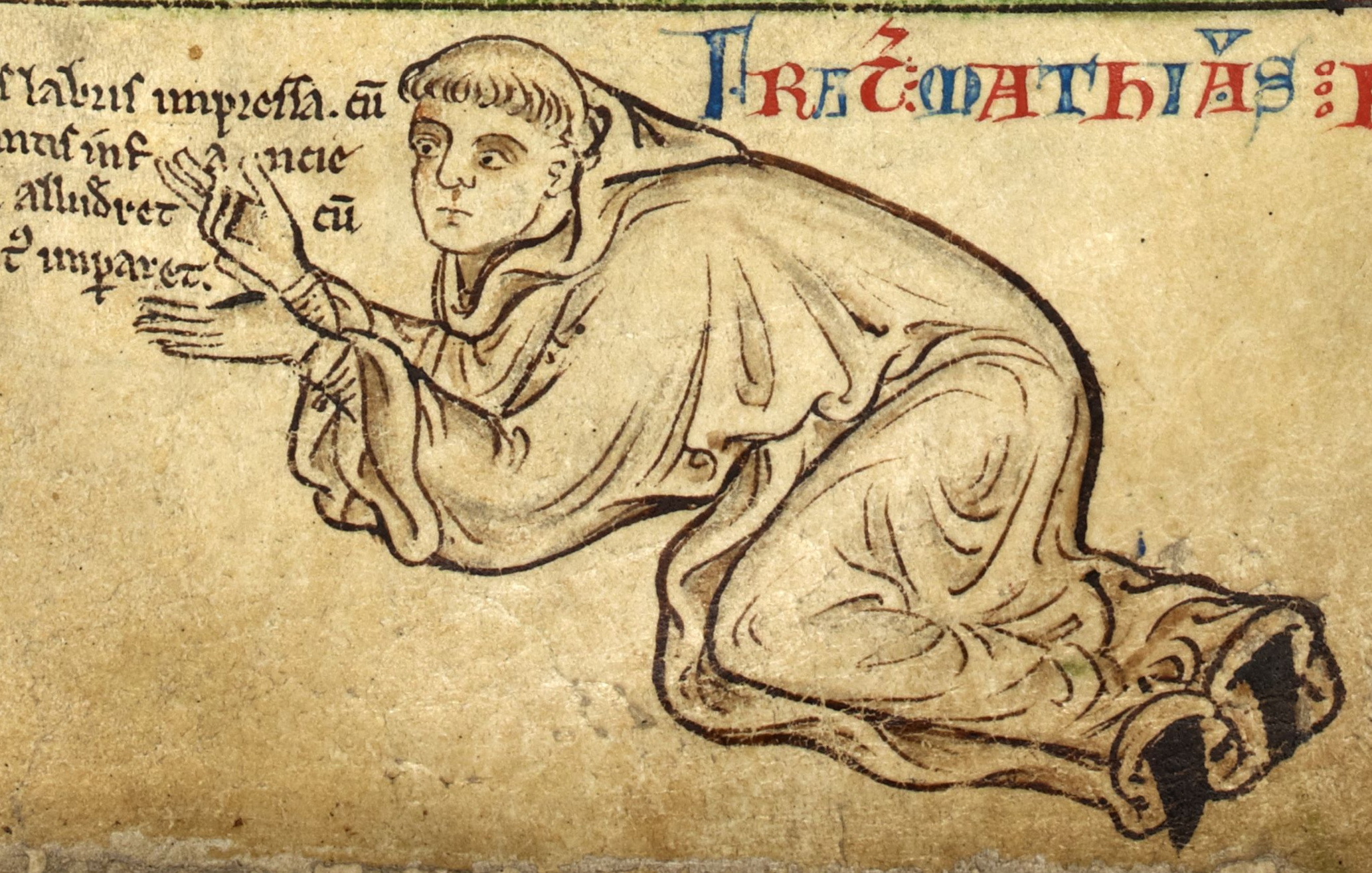
Autoritratto di Matteo Paris (miniatura dall'Historia Anglorum).

Va messo in rilievo, a ogni modo, che il Paris, sebbene abbia miniato, per Federico II, esclusivamente l'insegna all'aquila bicipite, specifica, nel descrivere quest'ultima, che lo stupor mundi, la adoperò unitamente all'arme nella variante all'aquila monocipite.
Le insegne rappresentate nelle miniature del Paris fanno di costui, riferisce il Gerola, il primo autore ad aver documentato l'utilizzo dell'arme imperiale all'aquila a due teste; allo stesso tempo, inoltre, il suo essere contemporaneo dello stupor mundi fa del monaco inglese un «osservatore particolarmente qualificato» e, dunque, una fonte attendibile, le cui attestazioni trovano, comunque, riscontro nella monetazione dell'imperatore siciliano.

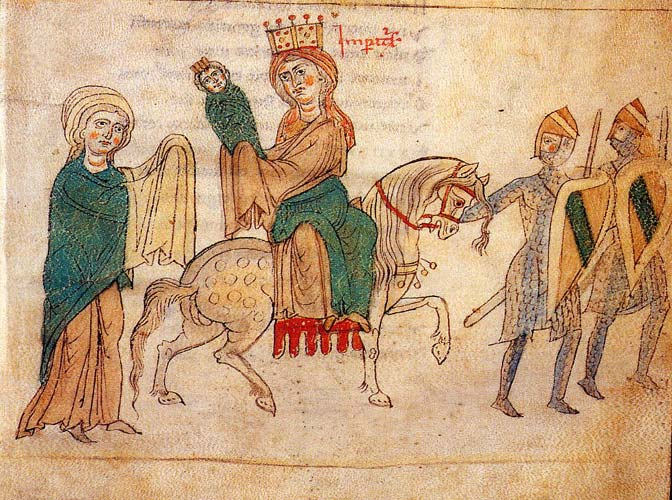
Costanza d'Altavilla con Federico neonato. Miniatura dal Liber ad honorem Augusti.

A suffragare quanto rappresentato nell'opera del Paris, infatti, si presterebbero alcune monete battute in epoca federiciana, la cui impronta del verso è costituita proprio da un'aquila bicipite: si tratta di tarì d'oro, emessi presso la zecca di Messina, databili in un periodo ricompreso tra il 1197 e il 1208 – ovvero un arco temporale «coincidente con gli anni della minore età del sovrano» – e caratterizzati da un'ulteriore peculiarità, ovvero la presenza di un piccolo globo collocato tra le due teste dell'aquila. L'ipotesi avanzata dal Gerola in proposito è che la scelta dell'effige dell'aquila bicipite per il tipo di questi tarì sarebbe stata operata, non da Federico, all'epoca troppo giovane, ma da sua madre Costanza, la quale, «per esprimere il concetto di regalità», avrebbe fatto ricorso a un elemento proprio del simbolismo radicato in Sicilia.
Nonostante il conforto proveniente dalla numismatica, autori come il Gritzner sono scettici riguardo all'effettiva adozione della figura dell'aquila bicipite da parte di Federico II: l'araldista tedesco, in particolare, ritiene che le attribuzioni di tale effigie da parte del Paris siano esclusiva conseguenza di un equivoco. L'utilizzo dell'aquila bicipite in età federiciana o precedente, inoltre, è contestato dal Crollalanza, che ascrive il primato dell'introduzione di tale figura araldica, presso gli imperatori tedeschi, a Ludovico il Bavaro. Altri autori, in aggiunta, ritengono che la definitiva affermazione dell'aquila bicipite come stemma imperiale si ebbe solo con Sigismondo di Lussemburgo.

### Ipotesi sull'origine dell'aquila bicipite federiciana

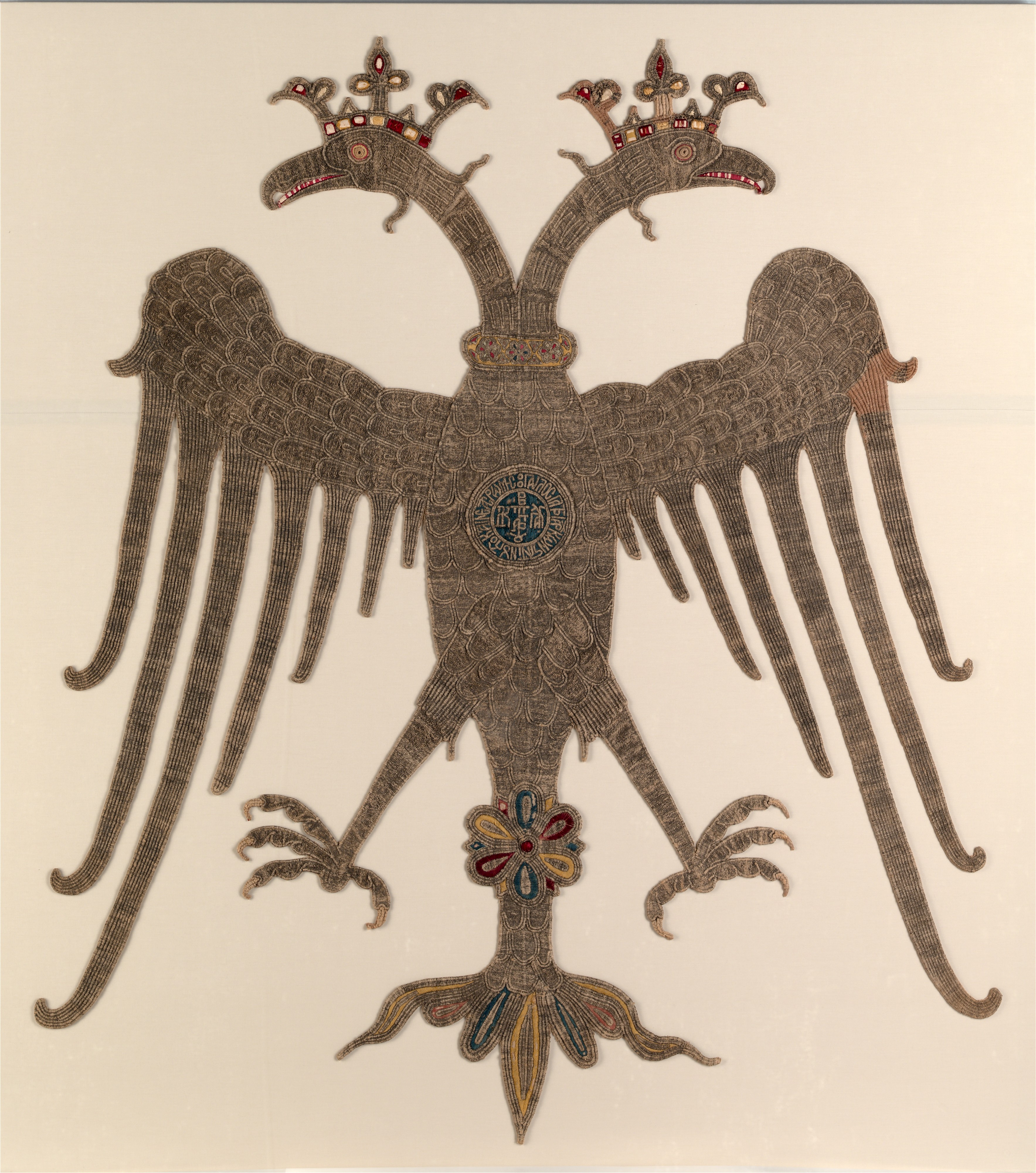
Aquila bizantina in seta (XIV secolo), conservata presso il Metropolitan Museum di New York.

Nel caso in cui fossero verificate le considerazioni del Gerola, circa l'eventualità che l'effigie dell'aquila a due teste sia stata prescelta dalla regina Costanza tra gli elementi appartenenti a un simbolismo ormai consolidato in Sicilia, sarebbe possibile ritenere, in virtù degli antichi legami culturali che univano i territori insulari e peninsulari del Regno siciliano all'Impero d'Oriente, che la figura dell'aquila bicipite federiciana sia di derivazione bizantina. D'altronde, per lo storico e araldista francese Michel Pastoureau, Bisanzio fu «esportatrice di emblemi sino all'inizio del XII secolo» e fu l'Impero germanico a contribuire alla loro diffusione in Europa occidentale.

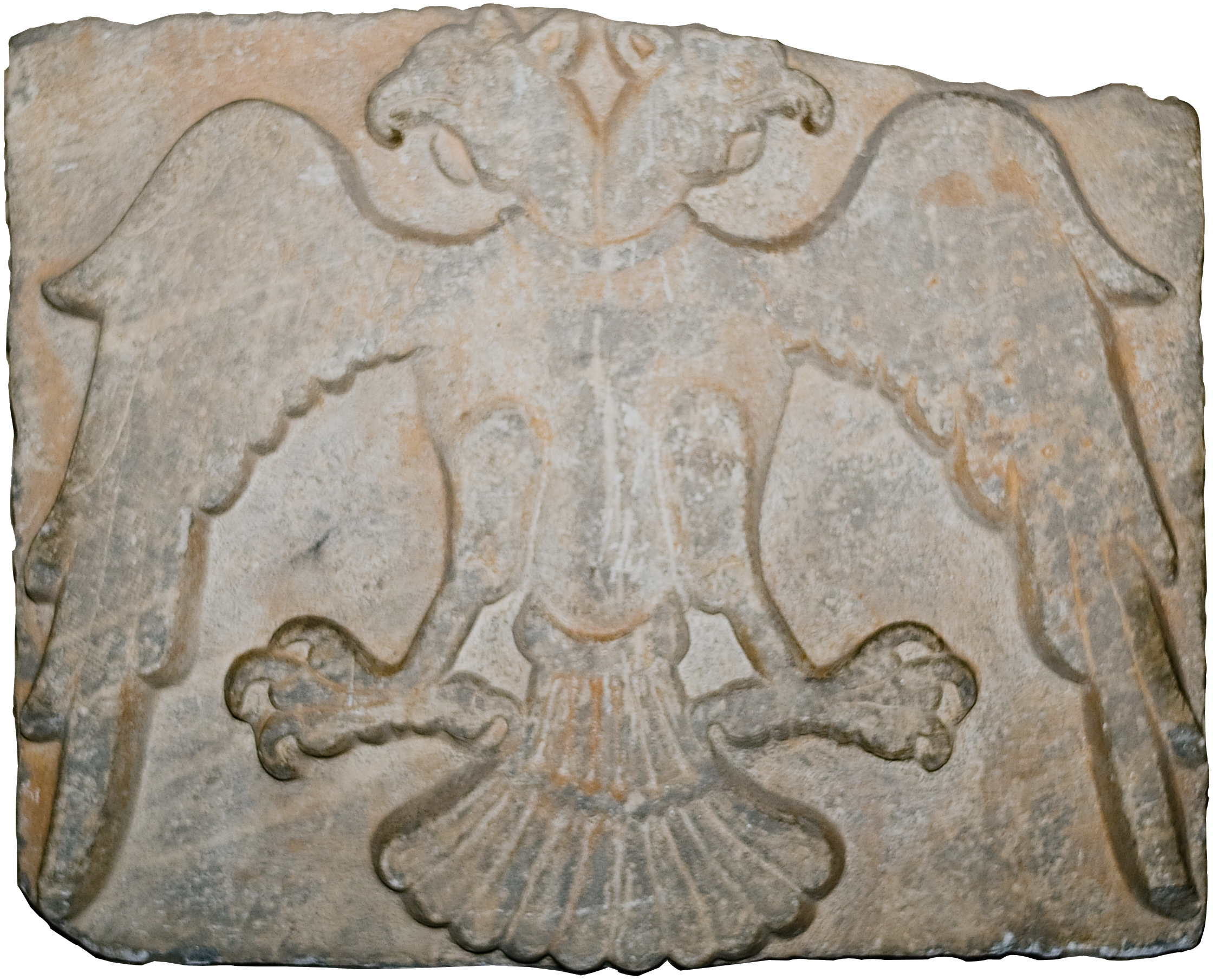
Bassorilievo del XIII secolo, riconducibile alla dinastia Selgiuchide, conservato presso l'antica madrasa, oggi museo, di Konya.

Secondo un'altra teoria, invece, l'origine di tale simbolo sarebbe da ricercarsi nella cultura ittita: la tesi che viene avanzata è che questa figura di matrice mitologica, sia stata ripresa, nel Medioevo, dai Selgiuchidi e, attraverso questi ultimi, sia stata fatta propria dagli europei, all'epoca della crociate: in quest'ottica, dunque, è ipotizzabile che i cavalieri siciliani, di ritorno dalla prima crociata, abbiano "importato" in patria l'effige dell'aquila bicipite. In alternativa, non è da escludere la possibilità che essa già si fosse radicata sull'isola in età islamica.
Qualora, poi, si volesse far ricadere direttamente sul giovane Federico la scelta di tale figura, entrambe le teorie esposte resterebbero valide, poiché, come sottolinea lo storico tedesco Percy Ernst Schramm, richiamare e far coesistere elementi propri delle diverse culture presenti in Sicilia nel corso dei secoli fu caratteristica peculiare dell'eclettismo dello stupor mundi, la qual caratteristica avrebbe potuto determinare anche la definizione della simbologia del potere federiciana. Queste ultime osservazioni risultano ancor più valide se si aggiunge che la Sicilia medievale, riferisce al riguardo il Pastoureau, fu un vero «laboratorio emblematico nel cuore del Mediterraneo», dove confluivano i sistemi simbolici bizantino, normanno e musulmano.

### Armi attribuite ai discendenti di Federico II
Di non trascurabile interesse è anche l'analisi degli stemmi attribuiti dal Paris ai discendenti di Federico II. Il cronista e miniaturista inglese, sia nella Chronica Majora, sia nell'Historia Anglorum, rappresenta le armi di cinque dei figli dello stupor mundi, attribuendo a costoro insegne caratterizzate dalla costante presenza dell'aquila a due teste, ma modificate dall'aggiunta di elementi distintivi. Questi ultimi, quindi, possono essere considerati, a tutti gli effetti, dei marks of cadency, che fanno di dette insegne delle vere e proprie brisure dell'arme paterna, sebbene essa, sottolinea Angelo Scordo, non venga brisata nel rispetto della «rigidità normativa, propria [dell'araldica] dei secoli successivi».
Per Corrado IV, secondogenito di Federico II, nato dal matrimonio del puer Apuliae con Jolanda di Brienne, il Paris, ferma restante l'aquila bicipite in campo d'oro, illustra, nella Chronica Majora, uno stemma recante in capo un crescente montante di rosso, che racchiude un piccolo tortello dello stesso colore. Per provare a spiegare tale insegna, si può fare ricorso, almeno parzialmente, alle regole dell'araldica inglese, secondo le quali, brisare l'arme paterna con un crescente indica il figlio secondogenito e «tale era certamente Corrado rispetto a Re Enrico (il primo nato di Federico, ad ogni effetto)». Resta, però, priva di plausibile interpretazione la presenza del tortello, a meno che non lo si voglia considerare, in qualche modo, un rimando al globo collocato tra le due teste dell'aquila bicipite che caratterizza i tarì aurei battuti durante la fanciullezza dello stupor mundi. Rimanendo in ambito numismatico, un riscontro dell'effettivo utilizzo dell'aquila bicipite da parte di Corrado IV potrebbe arrivare da una moneta, della quale riferisce il Gerola, citando il numismatico tedesco Heinrich Philipp Cappe, che fu «fatta coniare dal figlio di Federico [...] ] per la città imperiale di Francoforte» e che, per l'appunto, reca, nel disegno, l'emblema dell'aquila a due teste.

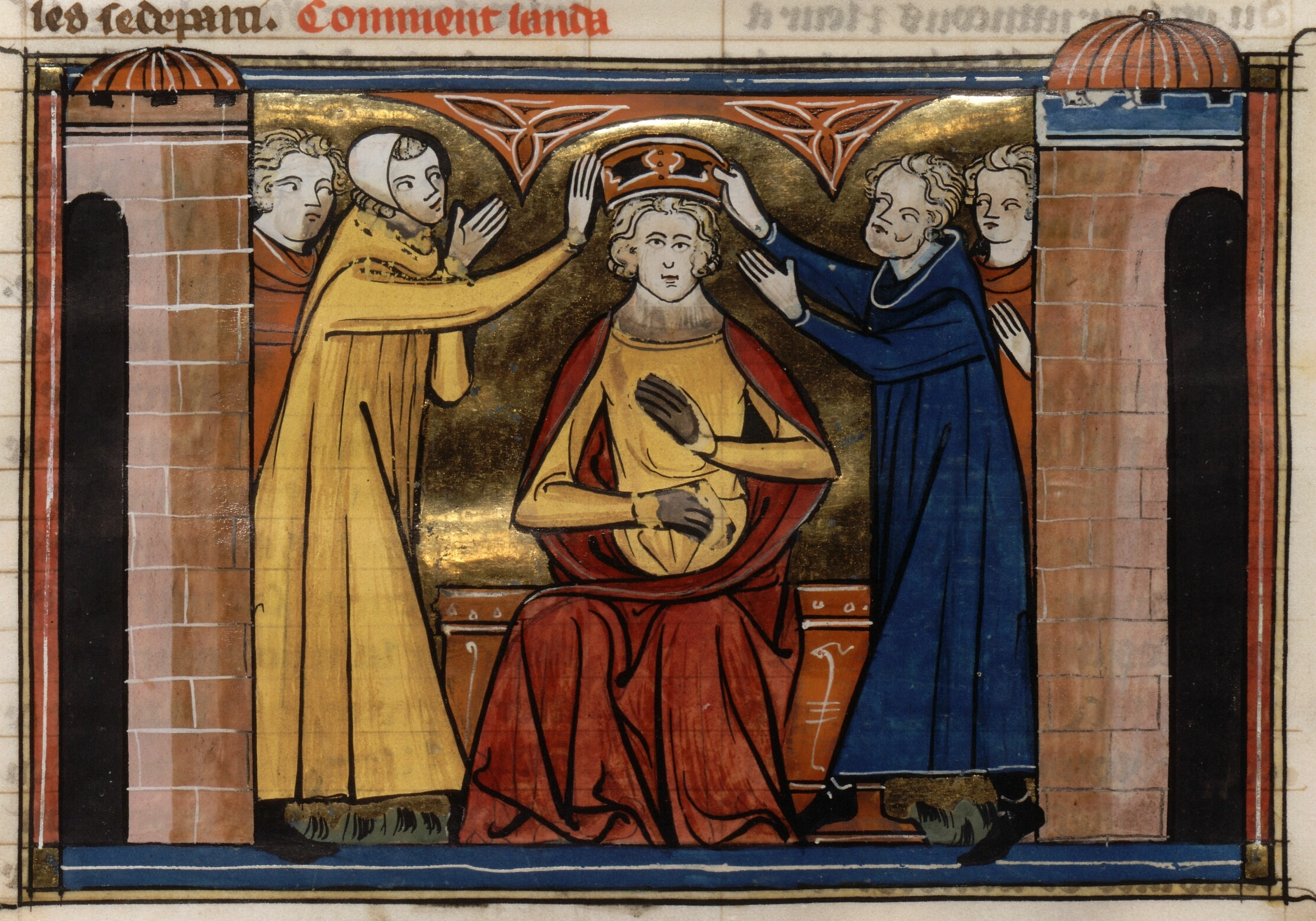
Incoronazione di Corrado IV, da un manoscritto francese del XIV secolo.

(Blasonatura)

Stemma attribuito a Corrado IV di Svevia nella Chronica Majora

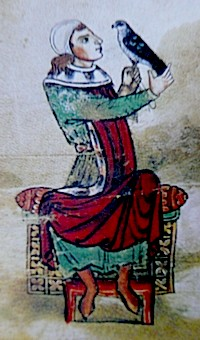
Miniatura raffigurante Manfredi (dal De arte venandi cum avibus).

A Manfredi è attribuita un'insegna, che, come quella vista per Corrado IV, è riprodotta in una delle miniature della Chronica Majora: si tratta di un'aquila bicipite in campo d'oro, con caricata sul tutto una fascia d'argento. La presenza di quest'ultima pezza onorevole, commenta Angelo Scordo, è «a dir poco misteriosa», sebbene, sulla scorta del fatto storico descritto dal Paris, potrebbe essere ipotizzabile che tale marks of cadency stia a ricordare l'atto d'omaggio di cui fu tributato Manfredi dai nobili di Puglia nel 1254 e il sostegno ricevuto nella lotta contro il Papato.
(Blasonatura)

Stemma attribuito a Manfredi di Sicilia nella Chronica Majora

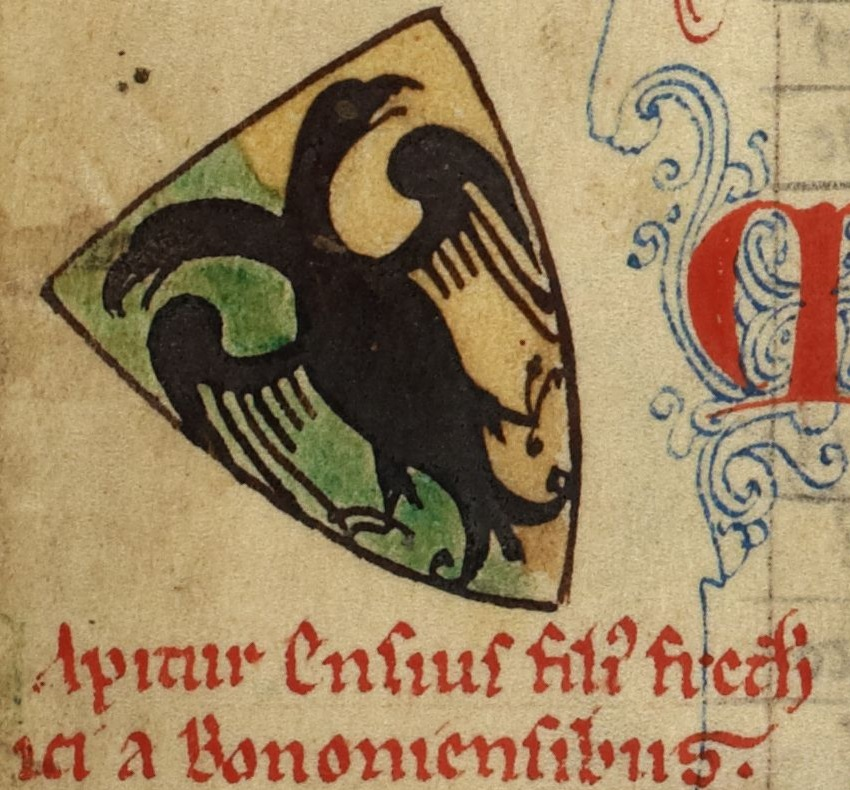
Stemma attribuito a Enzo nell'Historia Anglorum.

Anche a Enzo di Sardegna, figlio naturale legittimato per Rescriptum Principis Juli di Federico II e Adelaide di Urslingen, viene associato un proprio stemma dal Paris, in questo caso, però, l'insegna è miniata nell'Historia Anglorum. Per il Re di Torres e di Gallura, il monaco benedettino riporta, infatti, un'arme partita di verde e d'oro, con aquila bicipite di nero:
(Blasonatura)

Stemma attribuito a Enzo di Sardegna, nell'Historia Anglorum

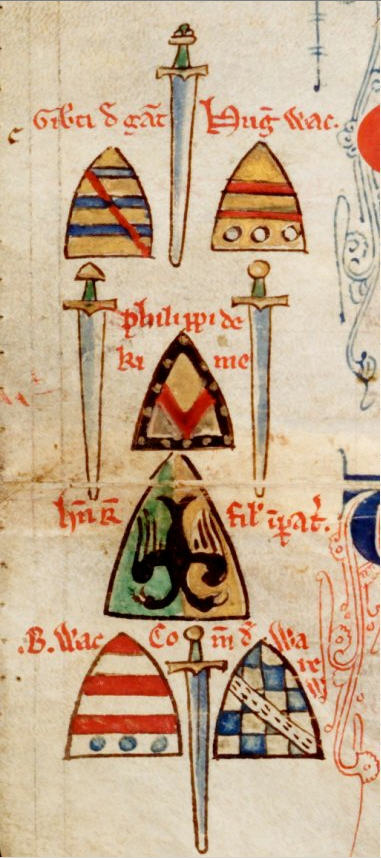
Miniatura dalla Chronica Majora: capovolto, tra gli altri scudi, è visibile lo stemma che, in quest'opera, il Paris attribuisce a Enrico VII.

Il medesimo stemma attribuito a Enzo, ma a smalti invertiti, ovvero partito d'oro e di verde, all'aquila bicipite di nero, è attribuito, dal Paris, nella Chronica Majora, a Enrico VII, figlio primogenito di Federico II e di Costanza d'Aragona, nonché coreggente di Sicilia, dal 1212 al 1217, e re dei Romani, dal 1220 al 1235. La scelta degli smalti operata dal Paris per tale arme potrebbe essere spiegata facendo ricorso all'interpretazione che il Pastoureau fornisce riguardo a tale combinazione cromatica, nel contesto culturale medievale. Secondo l'araldista francese, infatti, il verde, in particolare, indicherebbe la "perturbazione dell'ordine stabilito", la qual cosa ben simboleggerebbe la biografia di Enrico, che tradì suo padre, contrapponendosi all'autorità imperiale e finendo, così, per essere destituito e condannato all'ergastolo. Tale interpretazione, però, non chiarisce perché, anche per Enzo di Sardegna, il Paris abbia optato per la stessa coppia di smalti.

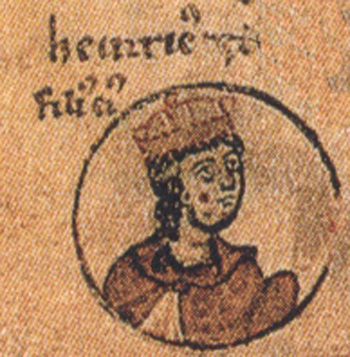
Enrico VII. Dettaglio di una miniatura della Chronica regia Coloniensis.

Il Paris, in questo caso, però, nell'Historia Anglorum, collega, sempre a Enrico VII, un ulteriore stemma. Tale insegna è partita, nel primo, d'oro, all'aquila bicipite di nero uscente, e, nel secondo, di rosso, alla croce ancorata d'argento uscente, con il braccio inferiore più lungo degli altri. L'arme così composta può essere considerata sia insegna atta ad alludere al titolo di Rex Romanorum (poiché derivata dall'aquila bicipite in campo d'oro), sia un simbolo imperiale (poiché derivata dal Signum Imperii). In particolare, il Signum Imperii si configura come un «antico segno Imperiale» strettamente connesso al Vexillum Crucis, la cui origine sarebbe da individuare nelle rappresentazioni del Cristo risorgente, che impugna un gonfalone che è, appunto, di rosso, alla croce ancorata d'argento. «Arma con numerose testimonianze sfragistiche», al Signum Imperii può essere ricondotta l'origine di molteplici stemmi e vessilli.
(Blasonatura)

Stemma attribuito a Enrico VII, nella Chronica Majora
Stemma attribuito a Enrico VII, nell'Historia Anglorum

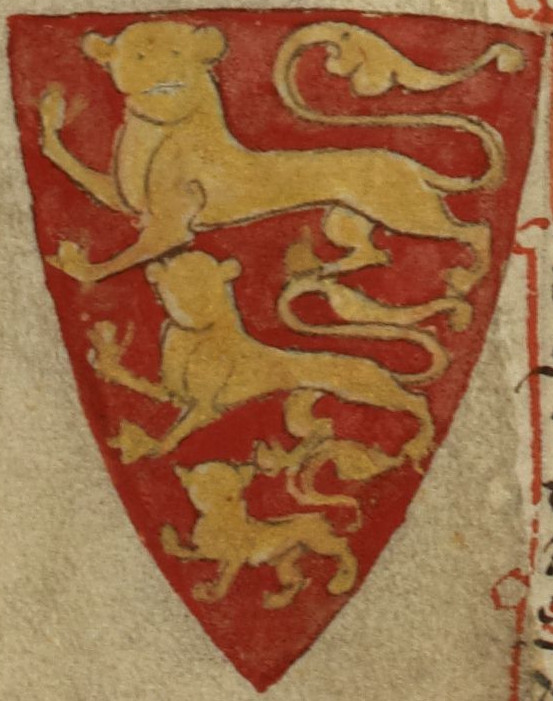
Arme d'Inghilterra. Miniatura dall'Historia Anglorum.

Un altro stemma con figure uscenti, infine, è attribuito a Enrico Carlo Ottone, nato dal matrimonio tra Federico II e Isabella d'Inghilterra e morto ancora adolescente. Riprodotta nella Chronica Majora, l'arme, partita di rosso, ai tre leoni passanti uscenti, e d'oro, all'aquila bicipite di nero uscente, è, in buona sostanza, una fusione dell'insegna imperiale con quella dei sovrani d'Inghilterra:
(Blasonatura)

Stemma attribuito a Enrico Carlo Ottone, nella Chronica Majora

## Arme crociata

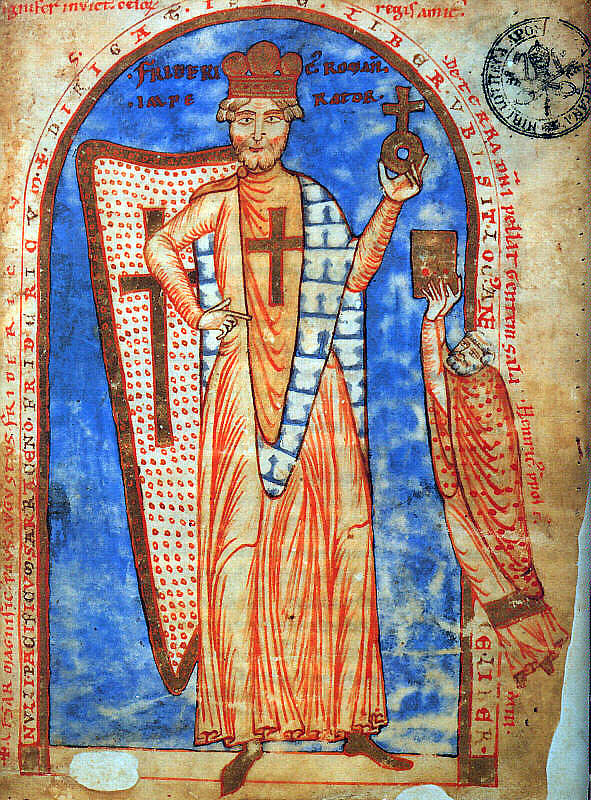
Federico I nelle vesti di crociato in una miniatura medievale.

Oltre al Signum Imperii e alla Croce di Gerusalemme, anche altre armi crociate possono essere ricondotte ai membri della Casa d'Hohenstaufen. A Federico Barbarossa, ad esempio, è possibile associare due armi crociate, recanti, rispettivamente una croce greca e una croce latina. Il primo di detti stemmi è visibile su una moneta, probabilmente battuta in occasione della terza crociata, sulla quale l'imperatore figura a cavallo e regge uno scudo triangolare, bordato e caricato, per l'appunto, di una croce greca. L'altro stemma, invece, può essere osservato in una miniatura medievale, che rappresenta il Barbarossa nelle vesti di crociato: nella raffigurazione, alle spalle dell'imperatore, compare un grande scudo d'argento con bordatura e croce latina, entrambe d'oro.
Al di là delle |guerre crociate, l'utilizzo della croce quale simbolo dell'autorità reale o imperiale non fu affatto inusuale, anzi tale pratica, nella sostanza, si traduceva nella legittimazione del potere del sovrano, fornita dall'autorità religiosa. Al riguardo, è esemplificativo ricordare che proprio per un sovrano siciliano, Ruggero I, il Papa Alessandro II aveva benedetto e inviato in dono una bandiera con croce, quale emblema dell'appoggio del Pontefice alla Casa d'Altavilla nella lotta contro i Saraceni per la riconquista della Sicilia.

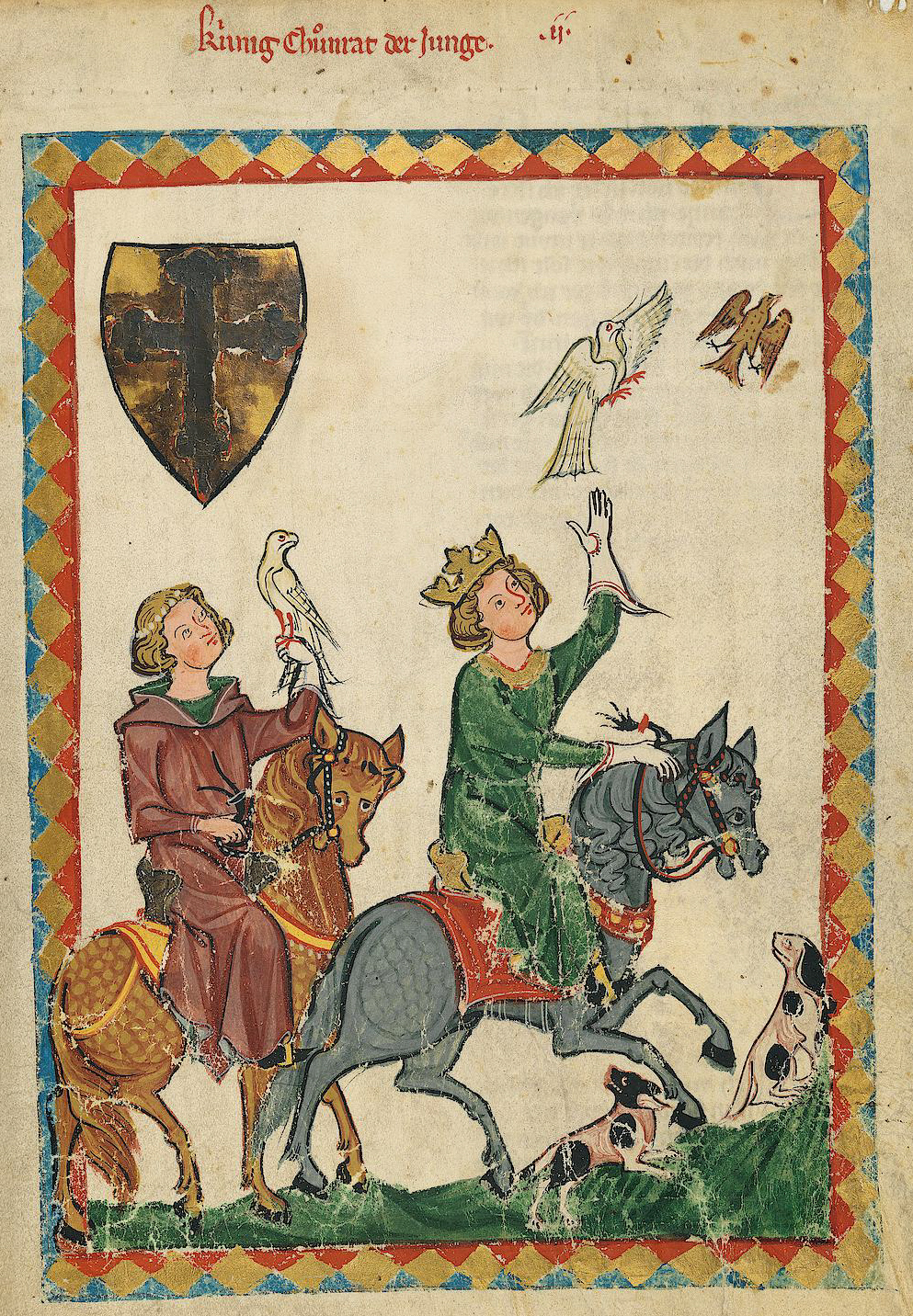
Corrado II durante una battuta di falconeria. Miniatura dal Codex Manesse.

Un'altra arme crociata, strettamente connessa allo stemma del Regno di Gerusalemme, è rappresentata da un'insegna associata a Corrado II e riprodotta in una miniatura nel Codex Manesse. Si tratta di uno stemma dal campo d'oro, sul quale è posta una croce trifogliata di nero, con il braccio inferiore più lungo degli altri e il piede aguzzo: è da sottolineare che l'attribuzione di tale arme al giovane sovrano siciliano sarebbe in rapporto con il titolo di Re di Gerusalemme, del quale costui era investito. È interessante notare come, per tale insegna, sia possibile rinvenire altre due blasonature. Secondo alcune fonti, infatti, una variante dell'arme, fermo restante il metallo del campo, utilizzerebbe, per la croce, l'argento, in luogo del nero. Angelo Scordo, invece, riferisce di un'altra variante, dove il campo muta in argento, mentre la croce è di rosso.

Stemma attribuito a Corrado II nel Codex Manesse

## Vessillo imperiale

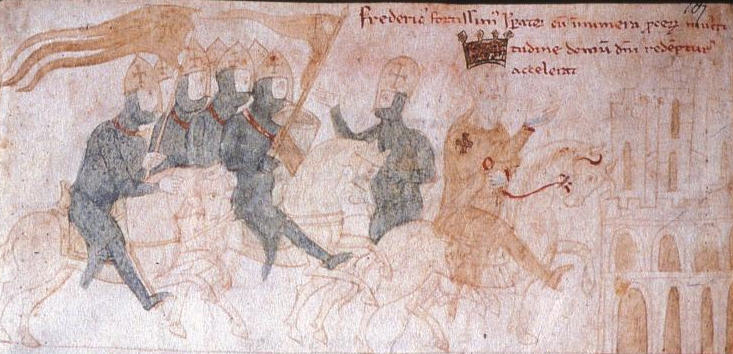
Federico Barbarossa alla testa di un gruppo di cavalieri. Miniatura dal Liber ad honorem Augusti.

Gli imperatori tedeschi si valsero, in particolare durante le azioni militari, di vessilli crociati, che, almeno fino alla metà del XII secolo, furono caratterizzati da drappi di vari colori. Tra le attestazioni più antiche di stendardi imperiali, vi è un inventario relativo all'anno 1087, citato nella Chronica sacri monasterii casinensis: nel detto inventario, atto a catalogare i beni ricompresi nel tesoro dell'abbazia di Montecassino, compare anche un vessillo imperiale dorato.
Anche il Liber ad honorem Augusti di Pietro da Eboli riporta diversi esempi di vessilli crociati. In una delle miniature del manoscritto del cronista originario del Principato Citra, infatti, Federico Barbarossa è posto alla testa di un gruppo di cavalieri sui cui elmi e vessilli sono presenti croci latine d'oro, mentre, sulla spalla destra del Barbarossa, compare una croce greca, sempre d'oro, che, però, potrebbe essere stata aggiunta o, comunque, dorata da altra mano in epoca successiva.
Sempre tra le miniature presenti nell'opera di Pietro da Eboli, è possibile rinvenire, questa volta, però, associati a Enrico VI, diversi vessilli imperiali, recanti differenti tipologie di croci, che adottano varie combinazioni di colori. In particolare, nelle rappresentazioni degli assedi di Napoli e Salerno, si possono notare, rispettivamente, un vessillo bianco con una croce latina d'oro e un vessillo d'oro con una croce latina di bianco. In un'altra miniatura, ancora, è raffigurata la colonna imperiale, alla cui testa è posto un cavaliere che regge un'orifiamma rosso sul quale è posta una croce di rosso aranciato.
A partire dalla fine del XII secolo, il vessillo imperiale assunse caratteristiche ben definite: diverse, infatti, sono le testimonianze che attestano come la coppia di colori rosso e bianco, con il primo relativo al campo e il secondo per la croce, si sia affermata come peculiare della simbologia degli imperatori tedeschi, sicché, nella sua definitiva configurazione, l'Imperiale Vexillum sarebbe da considerarsi di «rosso caricato di una croce bianca».

Il vessillo da guerra imperiale utilizzato dagli inizi del XIII secolo alla metà del XIV secolo